# Burg Stolpen

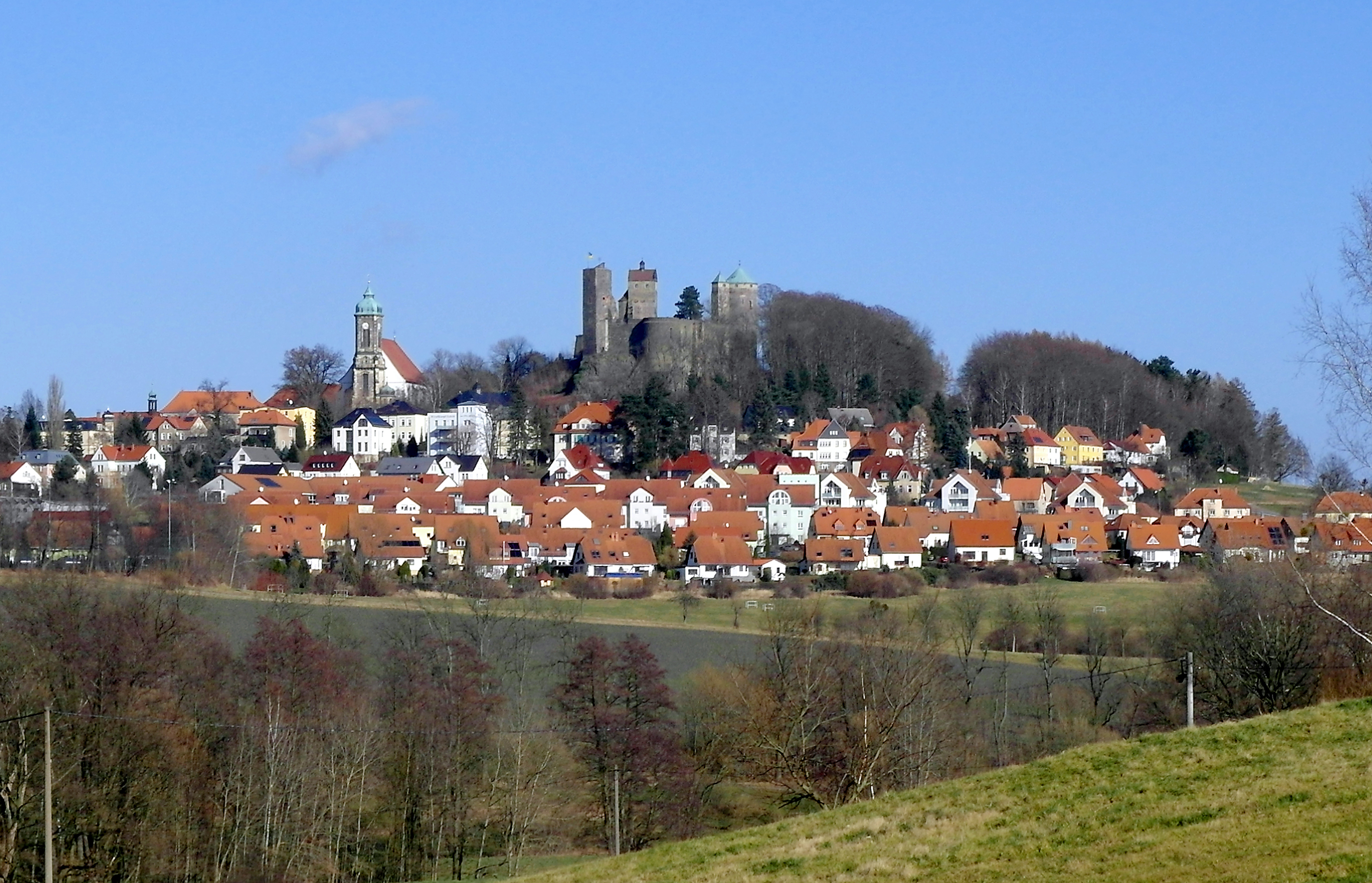
Stolpen, Stadtansicht von Süden

Die Burg Stolpen, die in ihrer Geschichte von der Höhenburg zum Schloss umgebaut wurde und später als Festung genutzt wurde, liegt etwa 27 Kilometer östlich von Dresden, unmittelbar südlich des historischen Stadtkerns von Stolpen im Landkreis Sächsische Schweiz-Osterzgebirge auf 356 m über NN. Stolpen war über drei Jahrhunderte im Besitz der Bischöfe von Meißen und wurde zeitweise deren Hauptresidenz. Unter dem sächsischen Fürstenhaus der Wettiner wurde die Höhenburg als wehrhaftes Renaissanceschloss ausgebaut und zur neuzeitlichen Landesfestung erweitert, bevor sie zur Teilruine verfiel. Prominenteste Bewohnerin der Burg Stolpen war die Gräfin Constantia von Cosel, die ein halbes Jahrhundert lang auf der Anlage gefangen gehalten wurde und nach ihrem Tod auch dort bestattet wurde. Napoleon besiegelte die wehrstrategische Bedeutungslosigkeit Stolpens. Heute zählt die Burganlage zu den bekanntesten Sehenswürdigkeiten in Sachsen. Neben den historischen Baulichkeiten ist auch die Geologie des Hügels von Bedeutung, da besonders auf der westlichen Seite des Burgbergs der kantig-schroffe Säulenbasalt hervortritt und vom vulkanischen Ursprung des Untergrundes zeugt.

## Geschichte
Der Basaltberg Stolpen lag im Grenzbereich der Markgrafschaft Meißen zu den sorbisch besiedelten Gebieten östlich der Elbe und gleichzeitig im Kreuzungsbereich wichtiger Fernhandelswege. Die günstige strategische Lage ausnutzend sind schon um 1100 erste unsichere Nachrichten über die Befestigung der Erhebung bekannt.

### Bischöfliche Zeit
Um 1218 holte sich der Bischof Bruno II. von Porstendorf das Lehen Stolpen vom Lehnsherren Moyko de Stulpen zurück. In der folgenden Zeit wurde zielgerichtet eine eigenständige Grundherrschaft aufgebaut, die zum Hochstift Meißen gehörte. 1222 folgte die erste urkundlich gesicherte Erwähnung der Burg Stolpen, die um 1320 Verwaltungsmittelpunkt des neu gebildeten Amtes Stolpen wurde. Die Burg wurde größtenteils mit dem örtlich vorhandenen Basalt errichtet. In den Hussitenkriegen wurde die Burg 1429 das erste Mal durch die Hussiten belagert. Die Belagerung dauerte acht Wochen und war letztlich erfolglos. Ebenso zu Anfang des 15. Jahrhunderts bildete sich eine an der nördlichen Seite der Burg vorgelagerte Siedlung, die sich schnell zur Stadt entwickelte, nicht zuletzt, weil die Bischöfe von Meißen eine ihrer Hauptresidenzen nach Stolpen verlegten.
Die Bischöfe Caspar von Schönberg und Dietrich III. von Schönberg bauten die Burg aus. Zwischen 1476 und 1487 wurde der Schösserturm errichtet. 1509 (Inschrift) ließ Bischof Johann VI. von Saalhausen den hoch aufragenden Johannisturm mit Treppenturm und mit einem Zellengewölbe im Erdgeschoss errichten. Damals wurde auch der Seigerturm in seinen unteren Teilen errichtet. Die Burg gehörte zusammen mit dem Schloss Wurzen zu den Hauptresidenzen des Bischofs. Unter seinem Nachfolger wurde 1518 das Kornhaus mit seiner dreischiffigen Gewölbehalle für den fürstlichen Marstall errichtet.
Der wettinische Kurfürst August von Sachsen erkannte die strategisch wichtige Lage von Stolpen und zwang 1559 den Bischof, die Burg, die Stadt und das Amt gegen ein weniger wichtiges Amt einzutauschen. Damit ging die 250-jährige bischöfliche Zeit auf Stolpen zu Ende.

### Kurfürstliche Zeit
Sofort nach der Übernahme der Burg begann der Kurfürst mit umfassenden Bautätigkeiten im Stile der Renaissance, wodurch die Burg in ein wehrhaftes Schloss umgewandelt wurde. Die Wohnräume wurden prächtig ausgemalt und es wurde ein Tier- und Baumgarten am südlichen Burgberg angelegt. Im Dreißigjährigen Krieg wurde das Schloss 1632 von kaiserlichen Kroaten belagert und erfolgreich durch Stolpener Bürger verteidigt. Allerdings wurden große Teile der Burg am 1. August 1632 durch Brände zerstört. Nach einem schnellen Wiederaufbau konnte eine weitere Belagerung durch die Schweden 1639 abgewehrt werden. Der Ausbau zur Festung, der 1675 durch Wolf Caspar von Klengel erfolgte, vergrößerte die militärische Bedeutung Stolpens. Bei einem Stadtbrand 1723 wurden auch Teile der Burg in Mitleidenschaft gezogen und zum Teil zerstört. Nach der Übergabe an die preußische Armee im Jahre 1756 wurde sie nur ein Jahr später geschleift und somit unbrauchbar gemacht. Kurze Zeit später, 1758, konnte die Burg von Sachsen zurückerobert werden. Nach dem Ende des augusteischen Zeitalters wurde die auf der Festung stationierte Garnison 1764 aufgelöst und die Festung sich selbst überlassen. In der folgenden Zeit setzte ein natürlicher Verfall an dem ungepflegten Bauwerk ein, so dass bereits im Jahre 1773 Gebäudeteile aus Sicherheitsgründen abgerissen werden mussten, da ihnen der Einsturz drohte.

### Napoleonische Zeit
1806 beteiligte sich Sachsen an der Seite Preußens am Krieg gegen das napoleonische Frankreich. In der Doppelschlacht von Jena und Auerstedt im Oktober 1806 kämpften auch 22.000 sächsische Soldaten. Sie endete für Preußen und seine Verbündeten mit einer katastrophalen Niederlage. Sachsen kam kurzzeitig unter französische Besatzung. Im Zuge der Besatzung wurden in Stolpen Verteidigungsanlagen wiedererrichtet oder neu gebaut. Auch der Brunnen wurde wieder freigelegt. Nach dem gescheiterten Russlandfeldzug Napoleons, sprengte die französische Armee am 25. September 1813 umfangreiche Teile der Burganlage im Zuge ihres Rückzuges und verschüttete erneut den Brunnen.

### Königreich Sachsen
Nach dem Rückzug der Franzosen aus Sachsen verlor die Burg wieder ihre kurzzeitig wiedererlangte militärische Bedeutung. Da sich aber im Zuge der Romantik das Mittelalter als ideale Epoche herauskristallisierte, wurde die Burg in touristischem Sinne bedeutsam. Im Jahr 1859 ordnete König Johann von Sachsen umfassende Restaurierungsmaßnahmen an. Eine der Hauptaufgaben des 1874 angestellten Schlosswärters war es, Besucher auf der Burg, die am 1. Juni 1877 der Öffentlichkeit zugänglich gemacht wurde, herumzuführen. Auf Anregung des Königlich-Sächsischen Altertumsvereins wurde 1883 der Basaltbrunnen erneut geräumt.

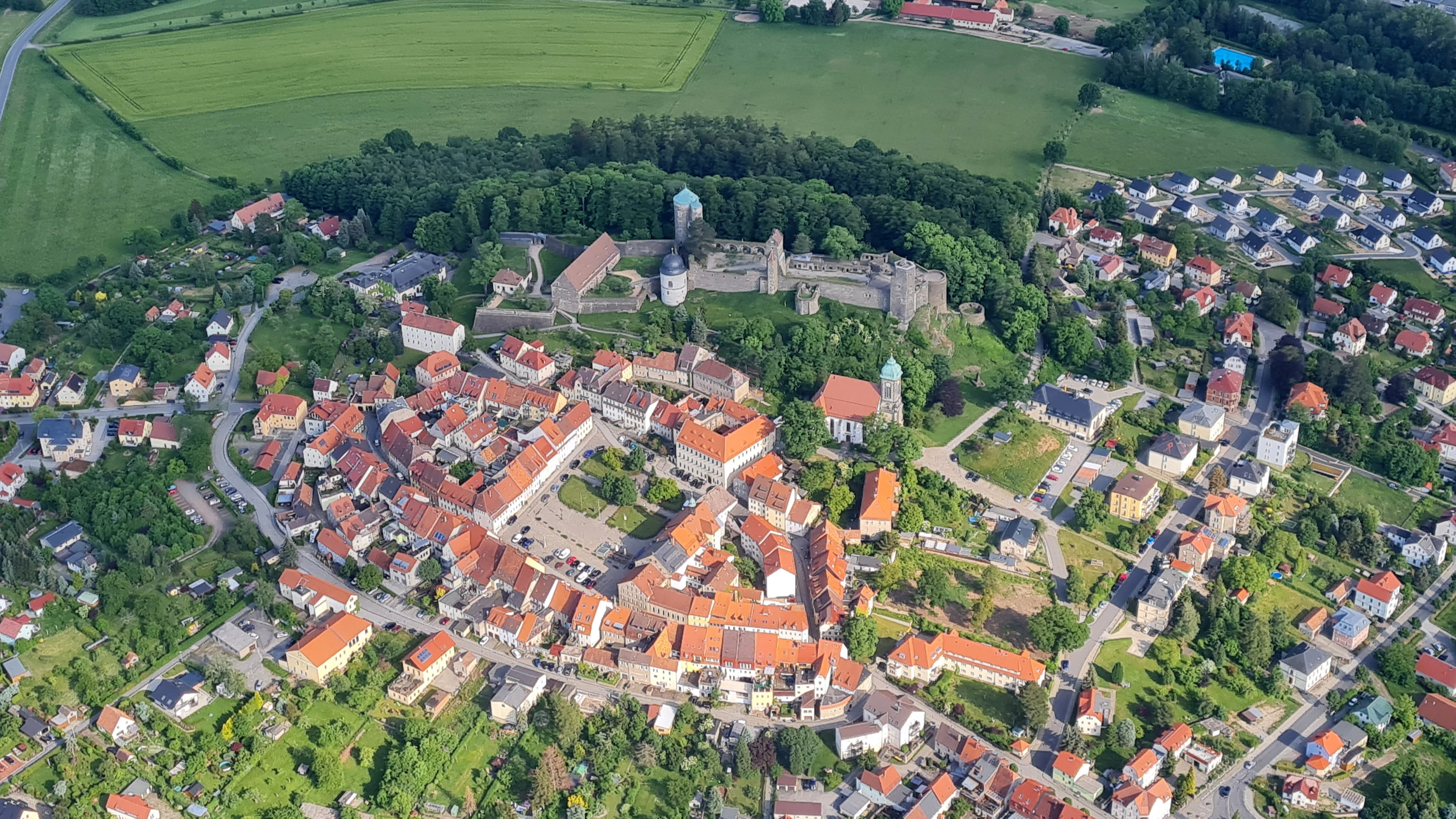
Burg und Stadt 2022

### 20. Jahrhundert bis heute
Auch im 20. Jahrhundert setzte sich die touristische Nutzung fort. In den Jahren 1935 bis 1939 wurde die Burg ausgebaut, um den Fremdenverkehr zu fördern. Nach dem Zweiten Weltkrieg setzte sich diese Nutzung fort, wobei die kulturelle Nutzung immer weiter ausgebaut wurde. So fanden auf der Burg unter anderem Filmaufnahmen zu Sachsens Glanz und Preußens Gloria statt. 1992 übernahm der Freistaat Sachsen die Rechtsträgerschaft von der Stadt Stolpen; die Burg wurde staatlicher Schlossbetrieb. In der nachfolgenden Zeit wurden weitere Teile der Burg ausgebaut und für Besucher zugänglich gemacht. Ebenfalls befindet sich ein Museum über Constantia von Cosel und die Burggeschichte vor Ort.

### Besucherzahlen
- 1989: 199.165[2]
- 2013: ca. 102.000[3]
- 2019: 88.171[4]
- 2021: 40.846[5]
- 2022: 65.462[6]

Burg Stolpen in historischen Ansichten
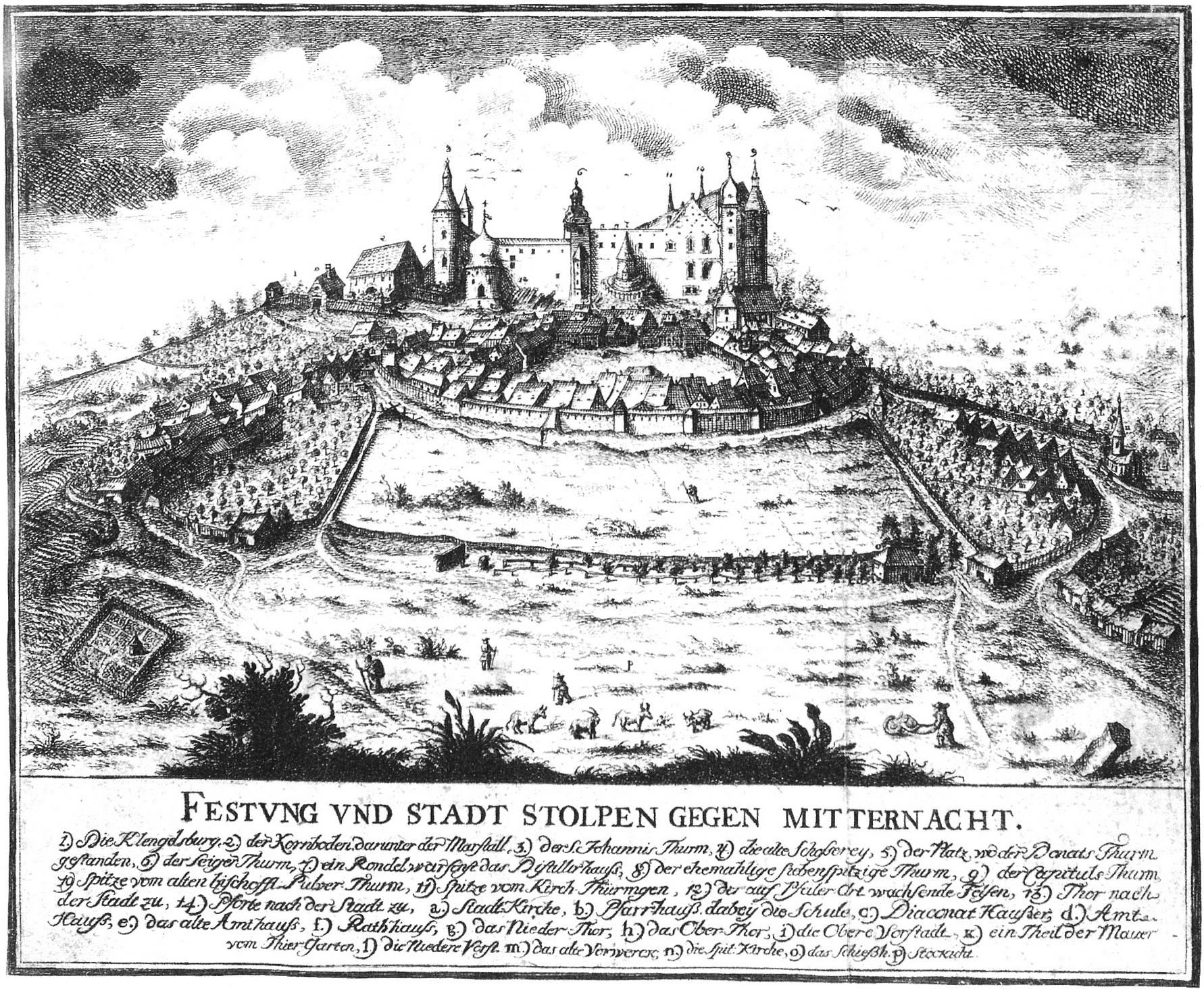
Festung und Stadt um 1750
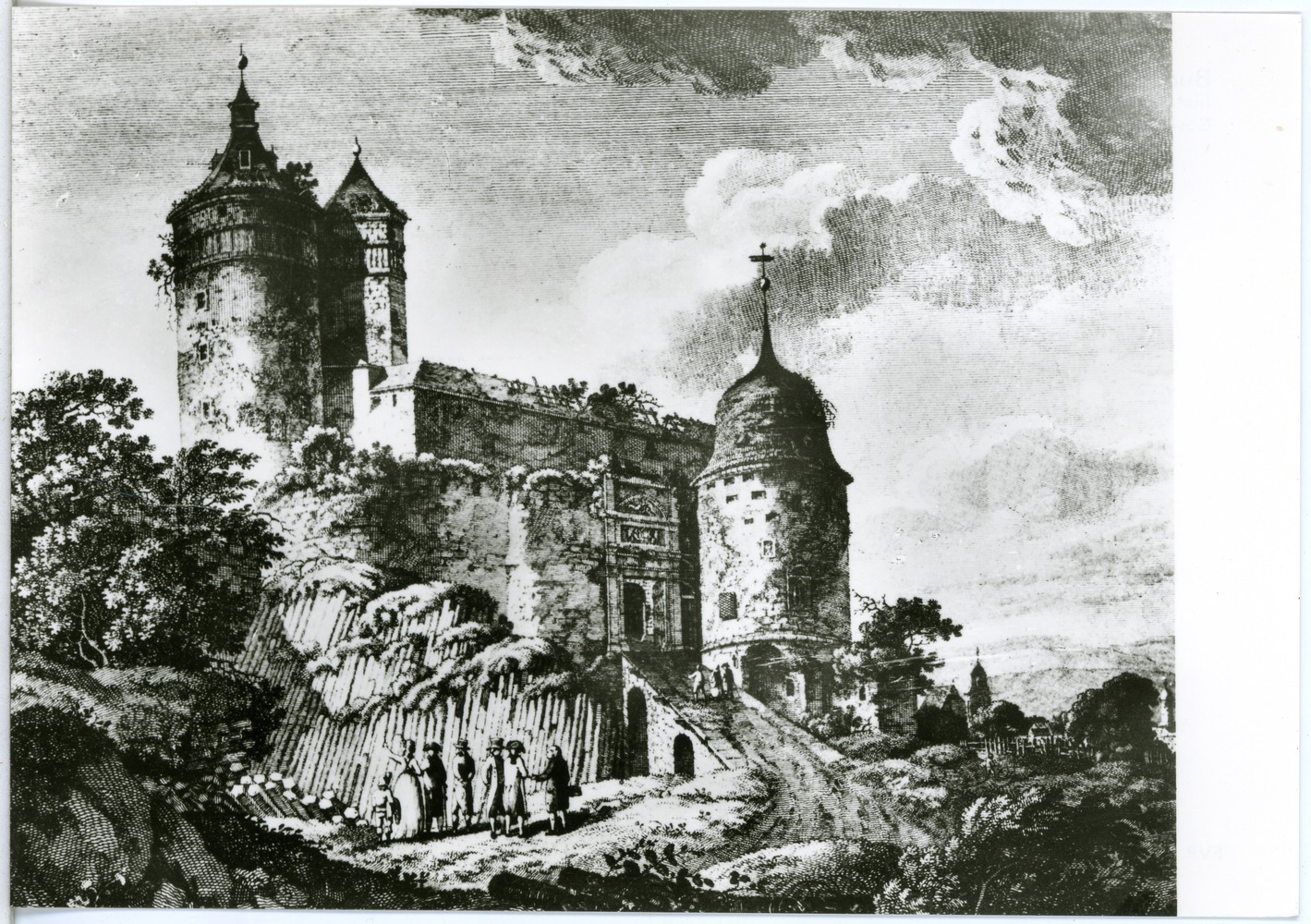
Ansicht des Hauptzugangs mit Schösserturm (rechts) und Johannis/Coselturm (links)
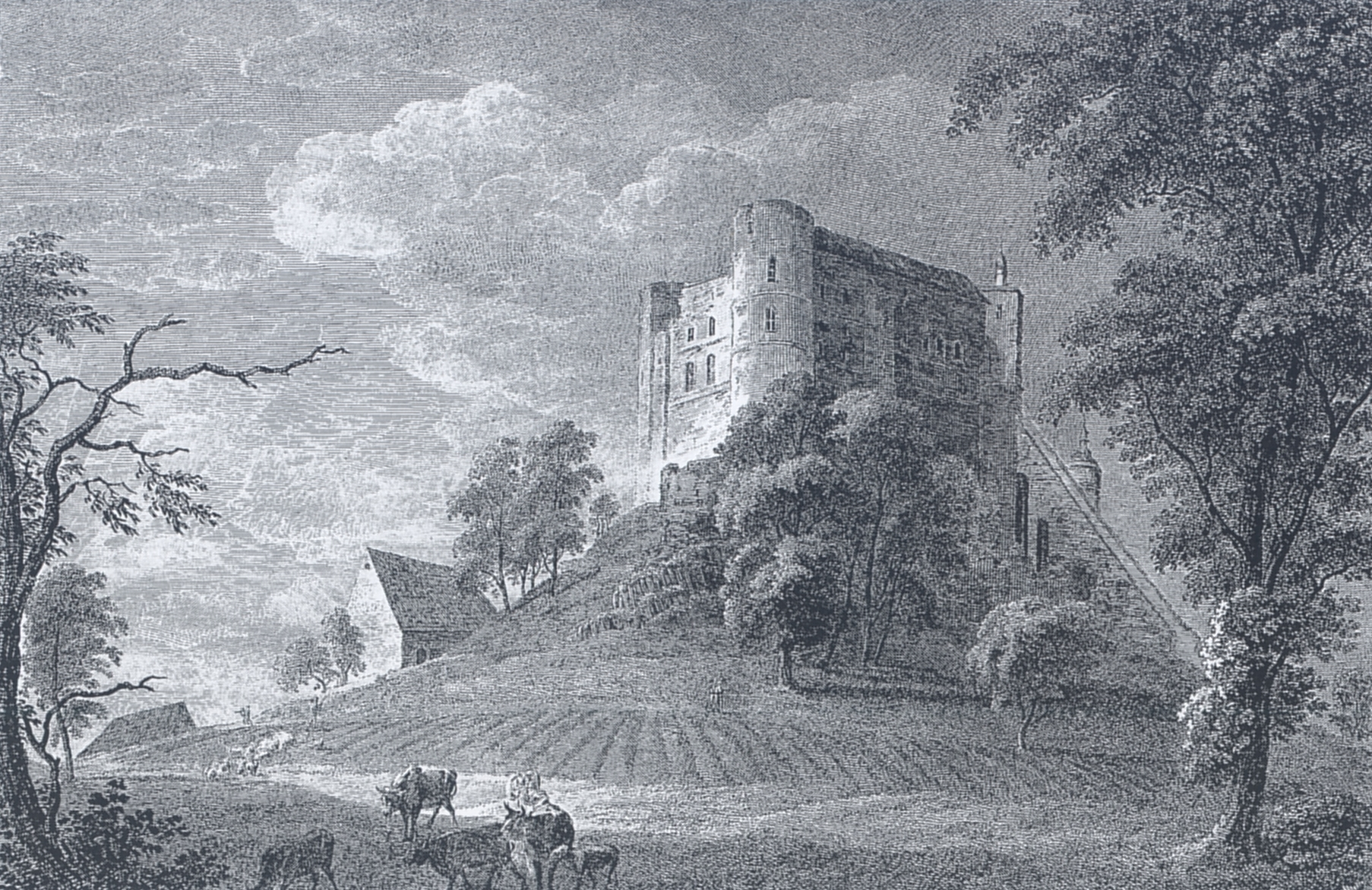
Ansicht von Südwesten (1792)
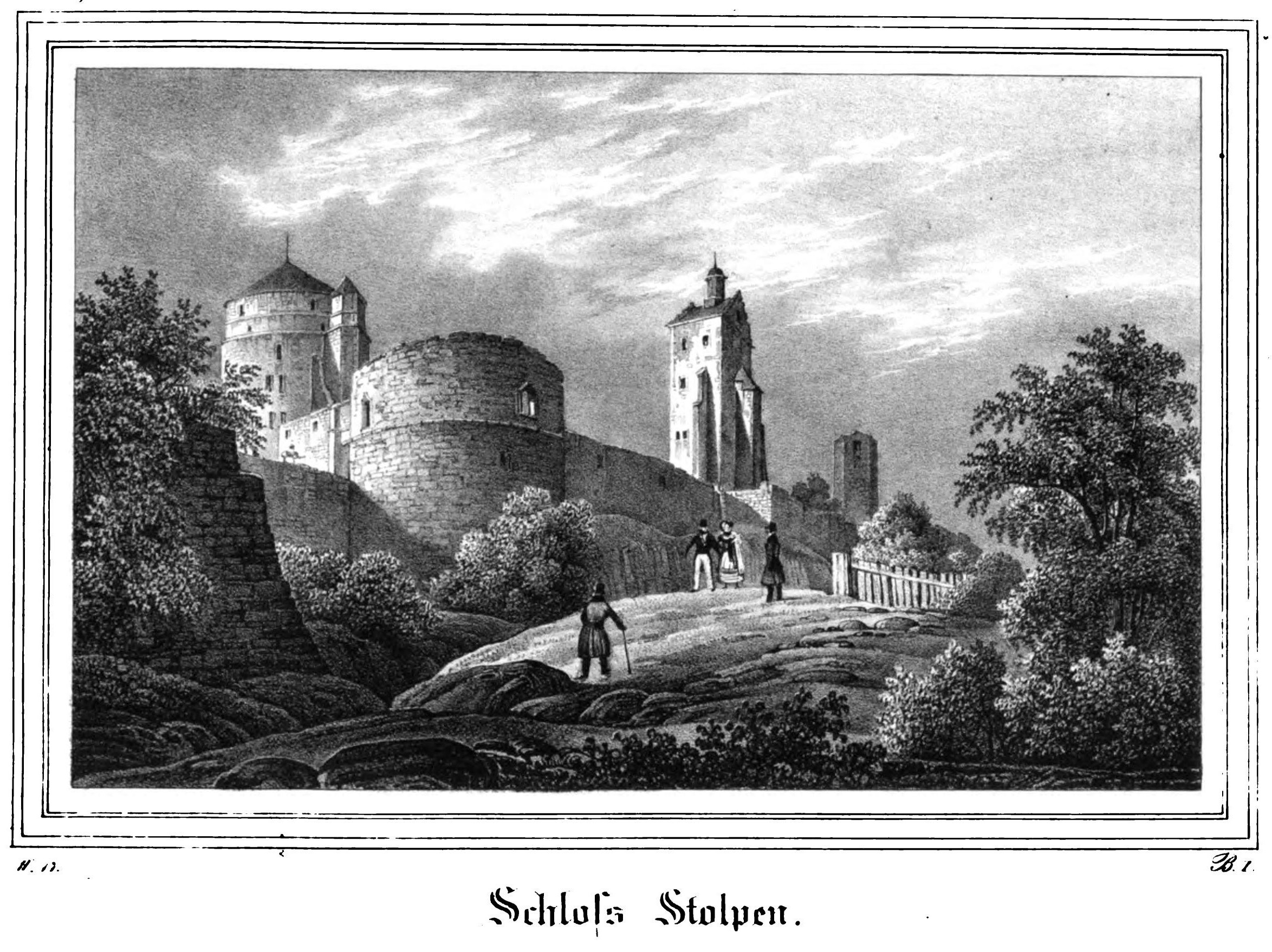
Ansicht von Nordosten (1836)
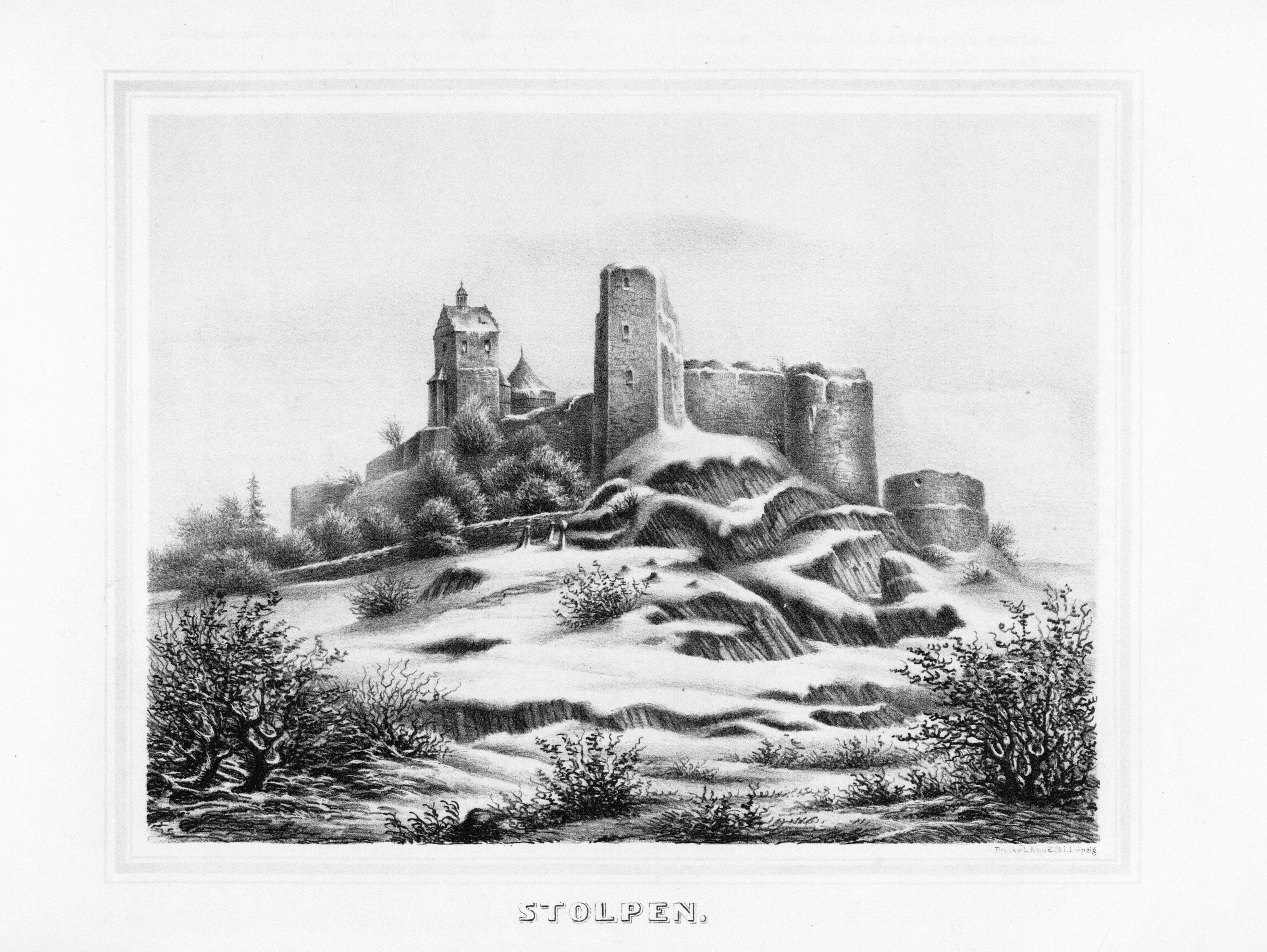
Ansicht von Südwesten (um 1850)
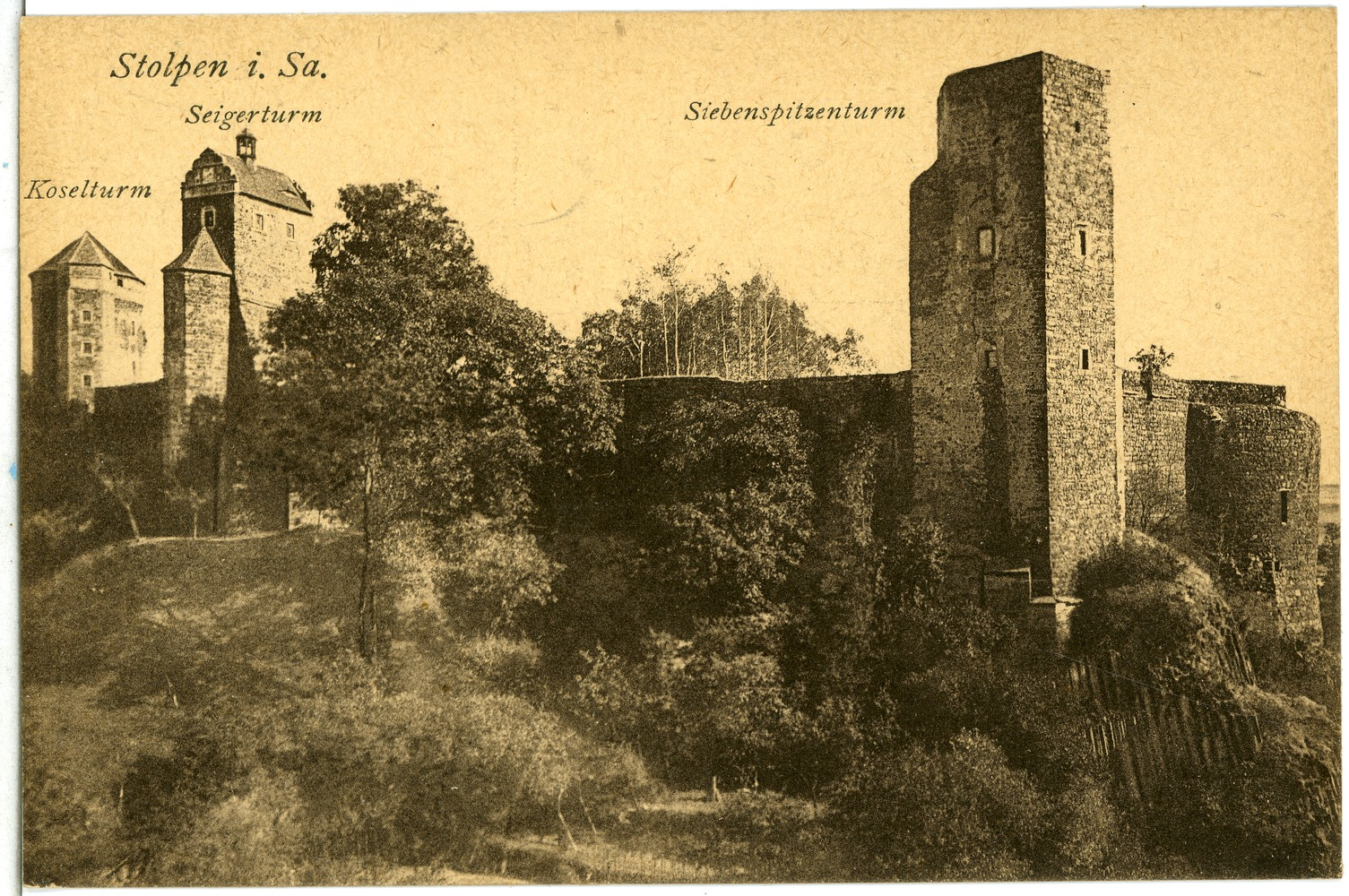
Blick von Nordwesten auf die Burganlage (1912)
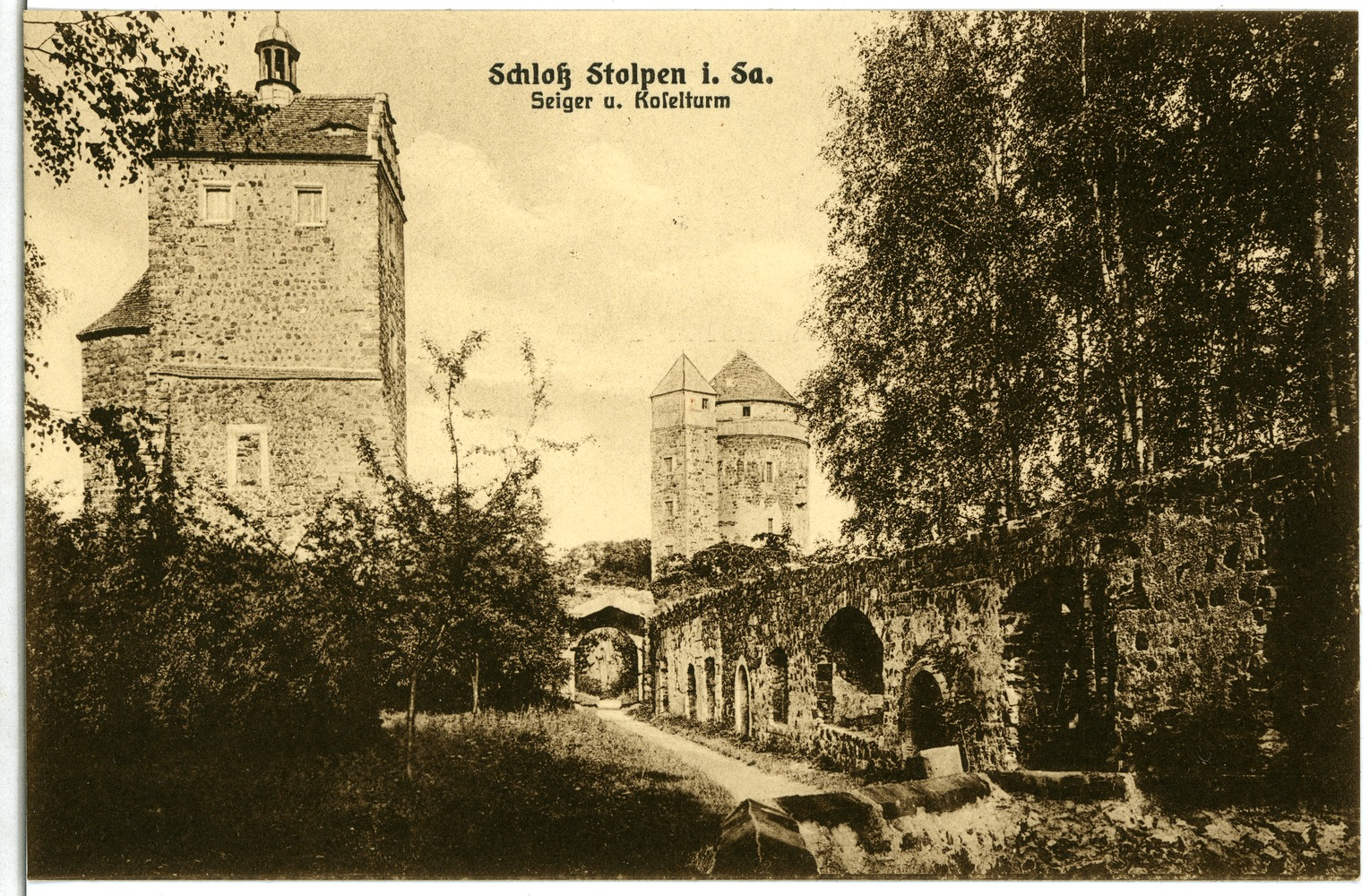
Blick vom 4. Burghof zum Seigerturm (links) und zum Johannis/Coselturm (rechts) (1902)
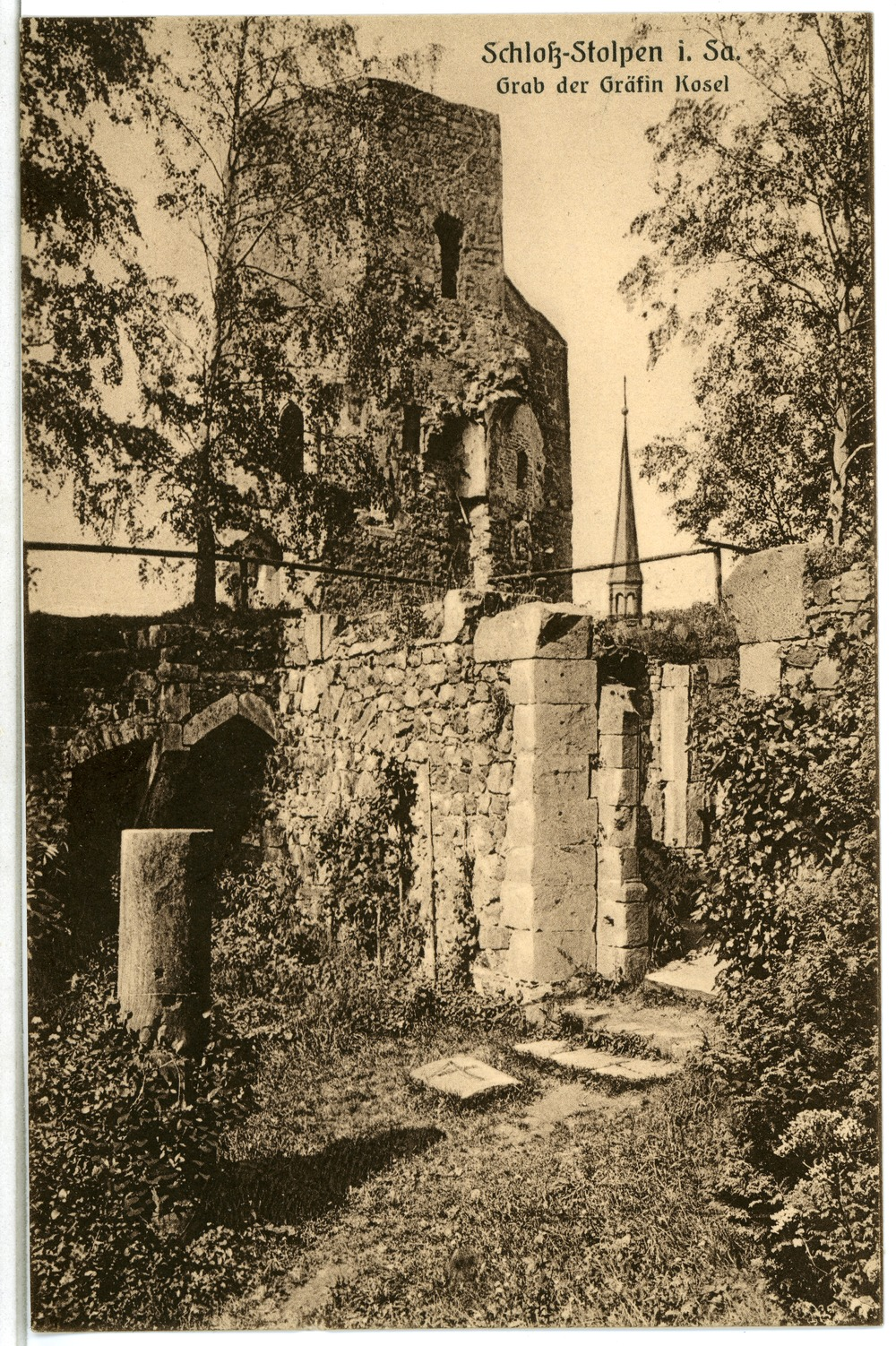
Grab der Gräfin Cosel mit Siebenspitzenturm (1903)
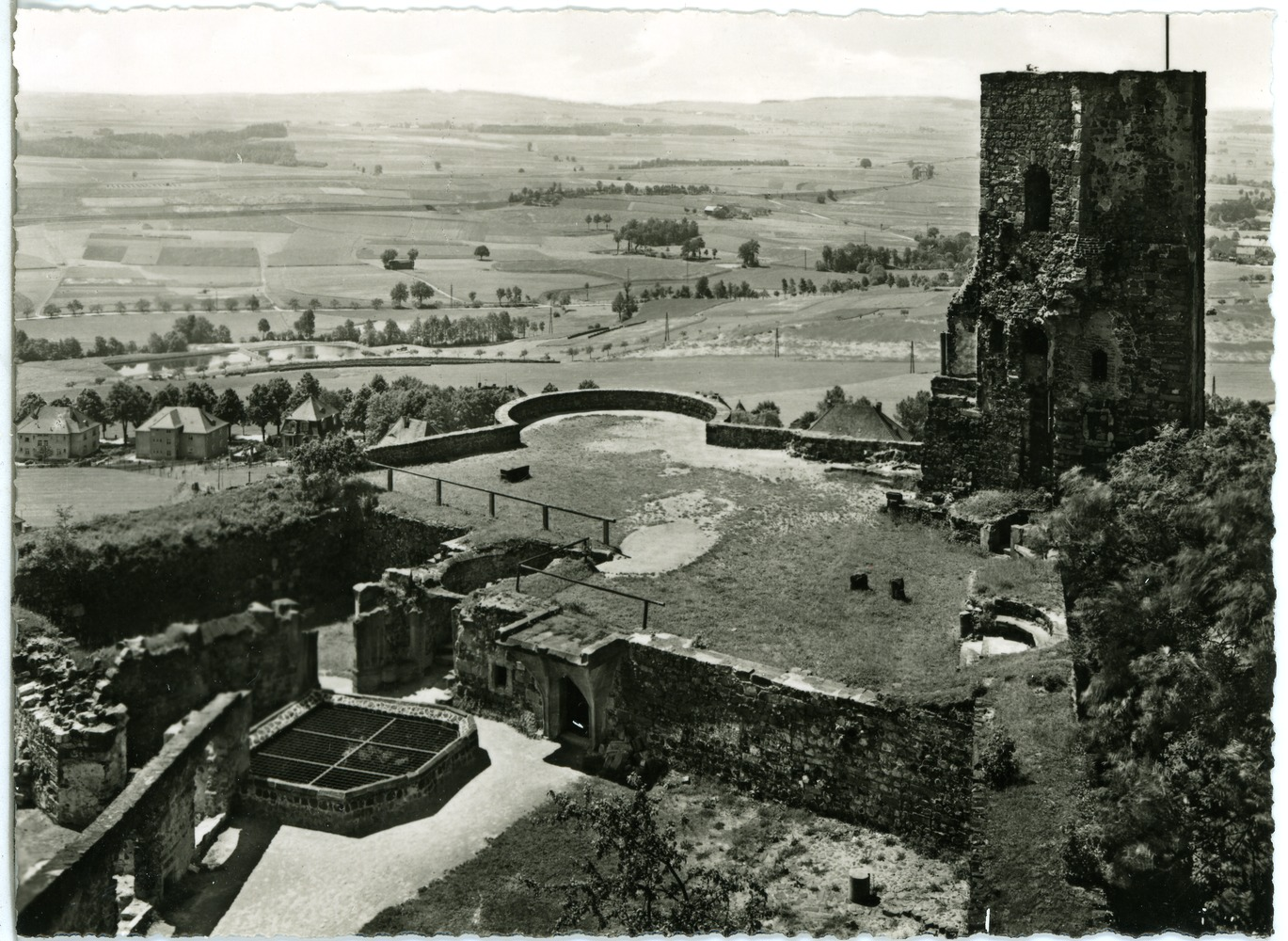
Blick vom Seigerturm auf den 4. Burghof mit Burgbrunnen (links, vergittert) und Siebenspitzenturm (1936)
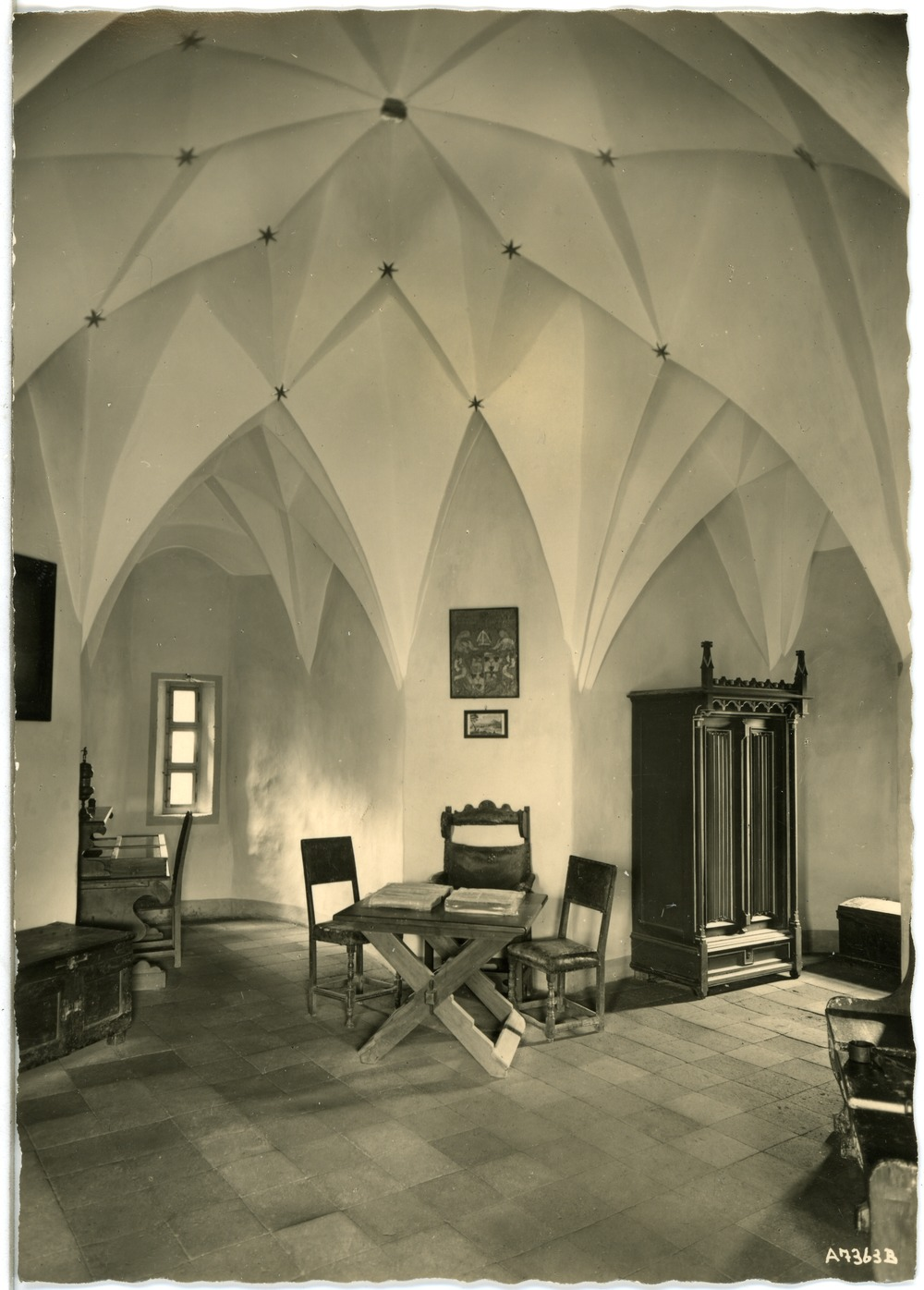
Ehemaliger Gerichtssaal (1956)
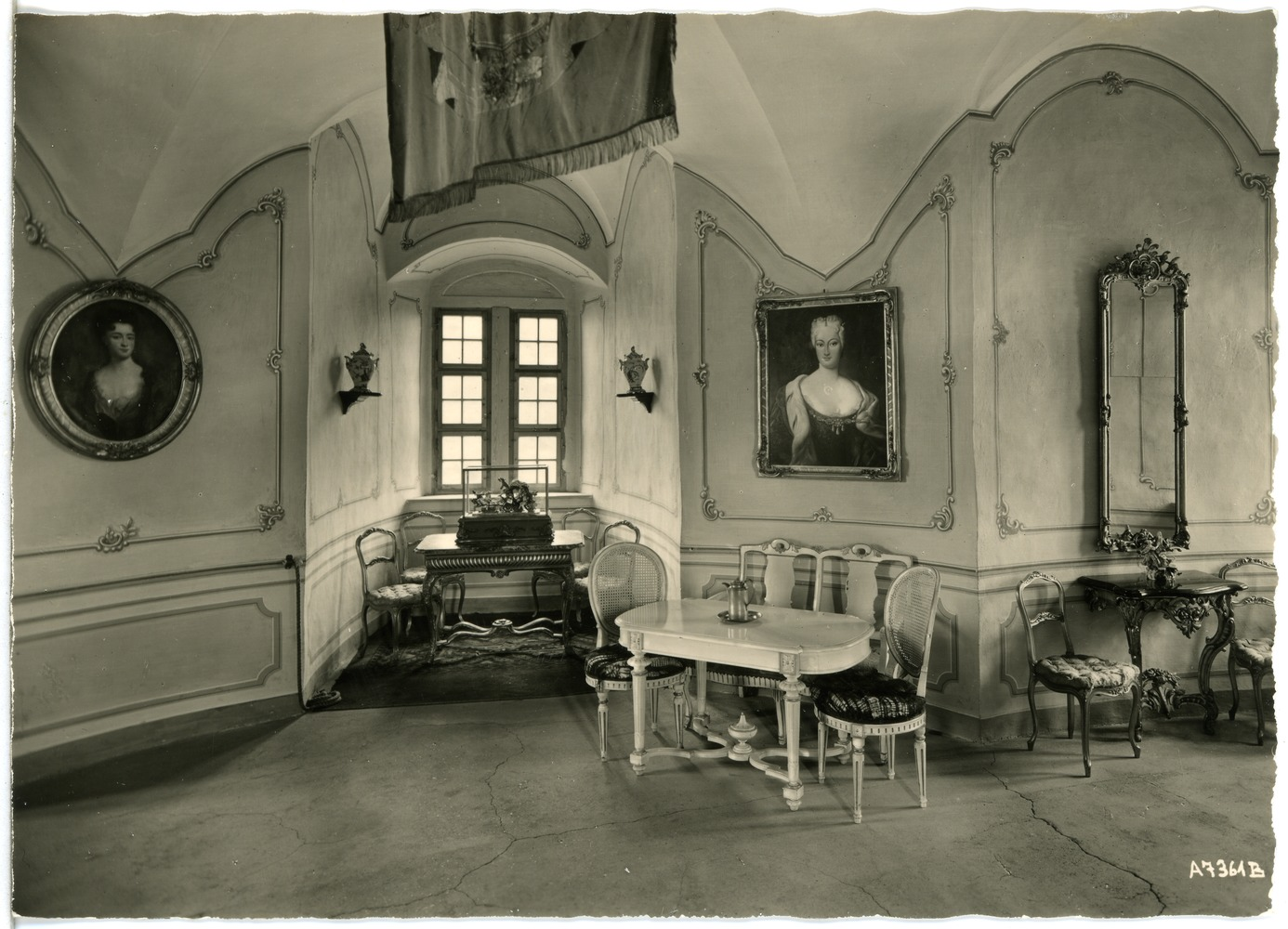
Wohnräume der Gräfin Cosel (1956)
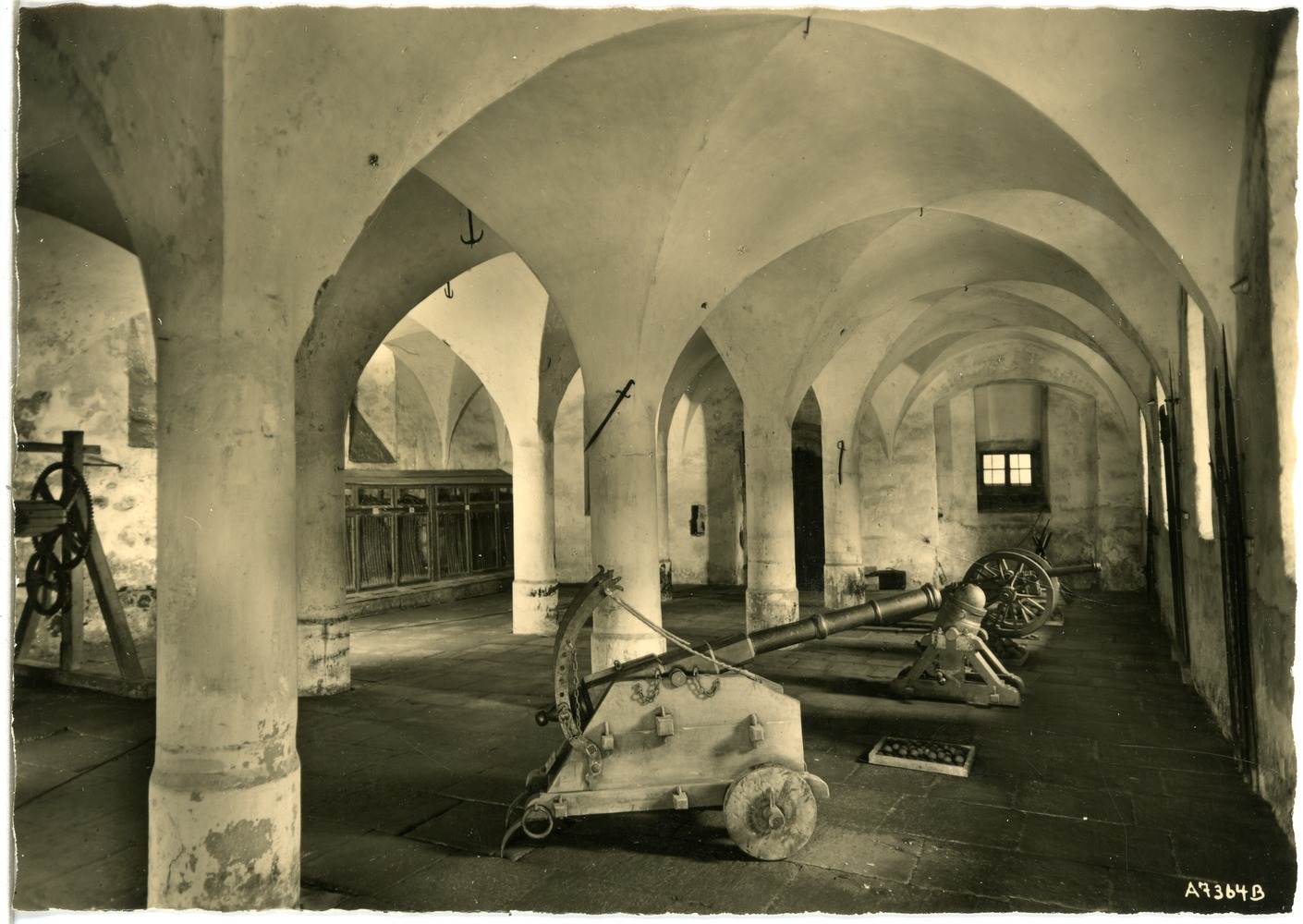
Marstall im Kornhaus (1956)
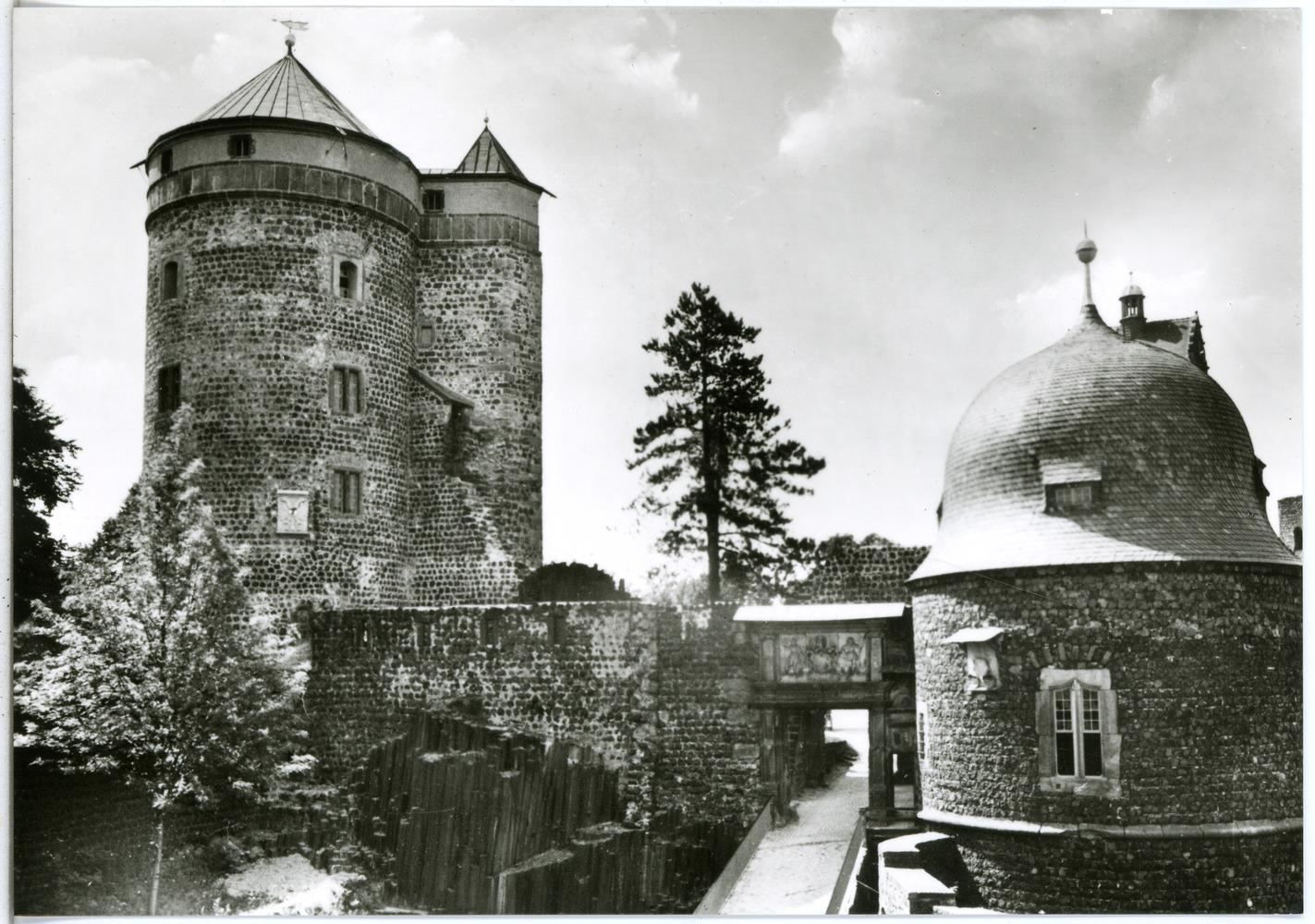
Der 2. Burghof mit Schösserturms (rechts), Hauptportal und Johannis/Coselturm (links) (1976)
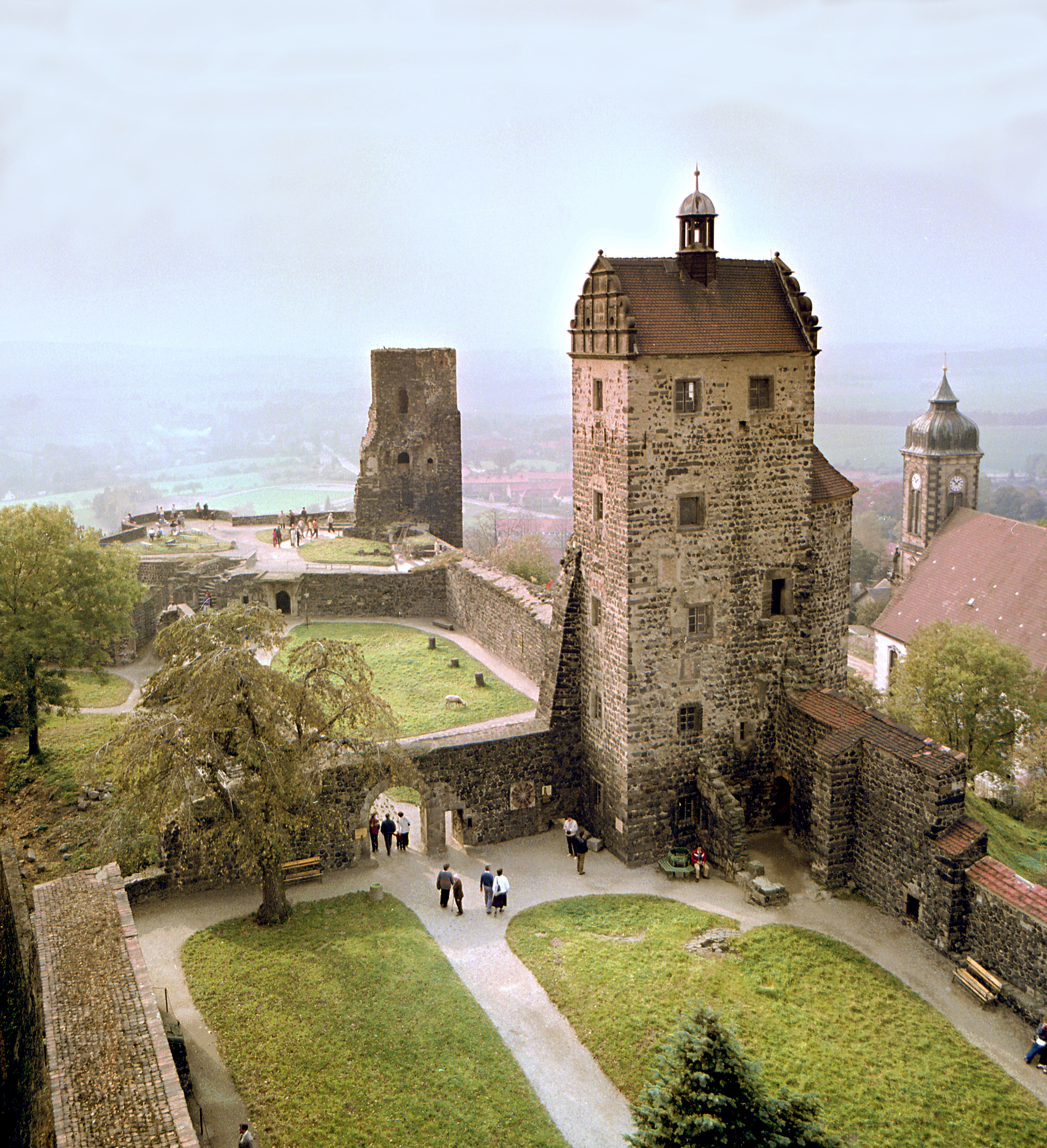
Blick vom Johannis/Coselturm auf den 3. und 4. Burghof mit Seigerturm (vorn) und Siebenspitzenturm (hinten) (1986)

## Die Burganlage

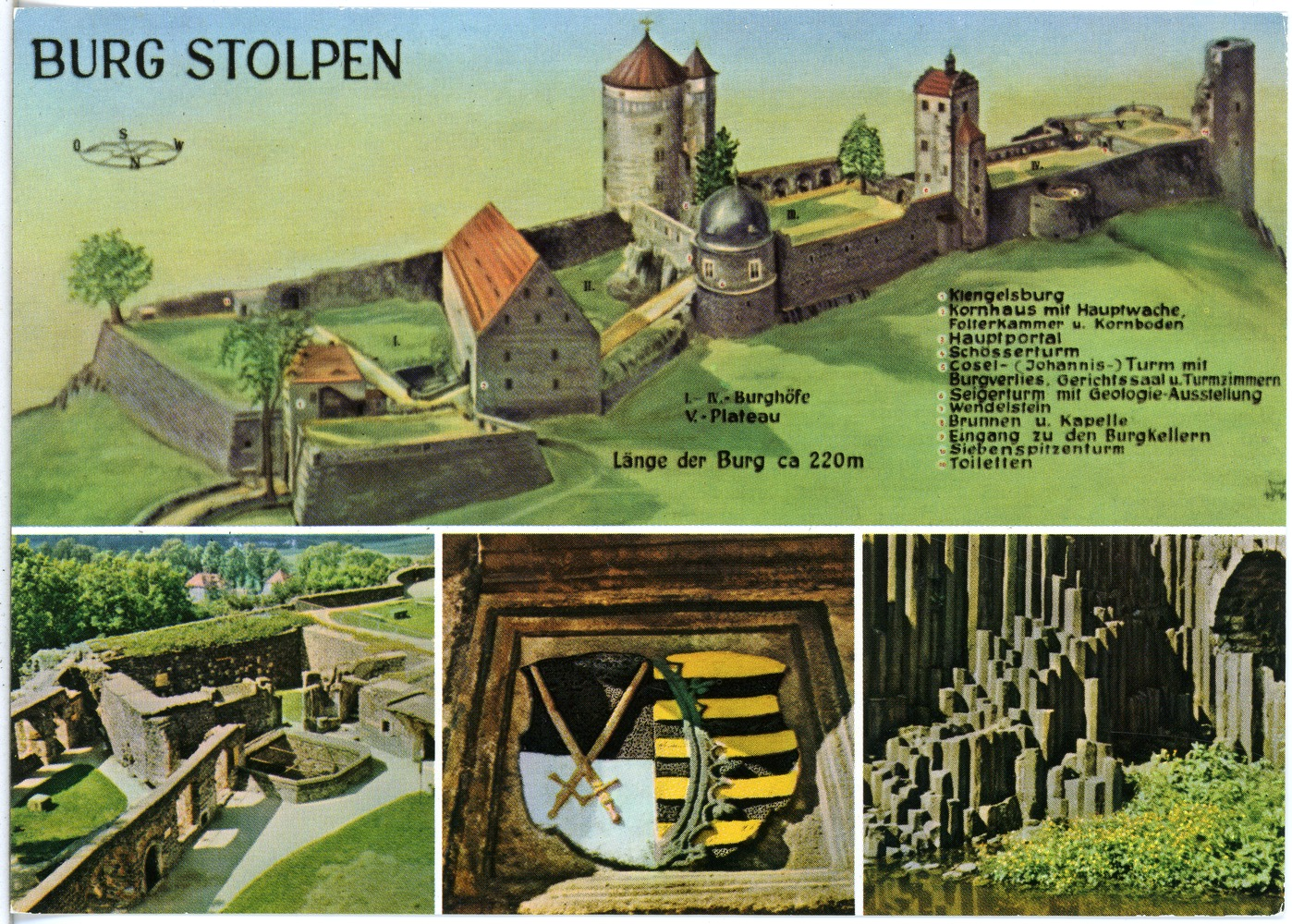
Darstellung der Burganlage auf einer Ansichtskarte von 1988

Die Burg Stolpen entspricht dem Typ einer Abschnittsburg. Die Stolpener Burganlage gliedert sich über eine Länge von ungefähr 220 m in eine Vorburg (1. Burghof), die obere Vorburg (2. Burghof) und in die Hauptburg, die wiederum in die untere (3. Burghof) und die obere Hauptburg (4. Burghof) unterteilt ist. Im ersten Burghof befinden sich der Eingang zu den Kasematten sowie eine 3 m tiefe Zisterne. Abgeschlossen wird der erste Hof durch das 1518 erbaute Kornhaus, in dem die Naturalabgaben der dienstpflichtigen Bauern im Amtsbereich von Stolpen gelagert wurden. Das Kornhaus ist 36 m lang und besitzt drei Kornschüttböden. Die Kornhausdurchfahrt stellt die einzige Zufahrt zur Hauptburg dar und beheimatet die Hauptwache. Gegenüber der Hauptwache liegt der ehemalige Marstall und im Anschluss die Folterkammer der Burg.
Die obere Vorburg entstand durch die Errichtung des Kornhauses, welches die Vorburg in zwei Teile teilt. Über eine weitere Zisterne führt eine Steinbrücke in die Hauptburg. Die Steinbrücke wurde nach dem Siebenjährigen Krieg errichtet und ersetzt eine hölzerne Zugbrücke, die im Krieg zerstört wurde. In die Hauptbereiche der Burg gelangt man durch ein Portal, das mit dem kursächsischen Wappen geschmückt ist; direkt an dieses Portal grenzt der Schösserturm, der zwischen 1476 und 1487 erbaut wurde und früher der Sitz des Amtsschössers war. Der Turm fällt auf durch seine große welsche Haube; die heute zu sehende Haube wurde 1936 rekonstruiert, allerdings ohne das zweite Stockwerk wieder zu errichten, welches 1787 wegen Einsturzgefahr abgetragen worden war. Im Schösserturm befinden sich außer der Amtsstube des Schössers noch zwei Verliese mit den an die Reformationszeit erinnernden Namen Ketzerloch und Mönchsloch. Zwischen dem Schösserturm und dem Johannisturm befindet sich der Zwinger. Die Wehrgänge dieser Verteidigungsanlage wurden Ende des 18. Jahrhunderts abgetragen und weitere Teile 1813 gesprengt.
Der 3. Burghof erfüllte zum einen Kernaufgaben bei der Verteidigung der Burganlage, weshalb er auch als Kanonenhof bezeichnet wird. An der Südseite des Burghofs sind noch heute originale Kanonen aus dem 17. Jahrhundert zu sehen, die vor fünfeckigen Schießscharten stehen. Des Weiteren erfüllte der 3. Hof auch wirtschaftliche Funktionen auf der Burganlage: Hier befanden sich Backhaus, Schmiede, Ställe, Schlachthaus und ein Badehaus. Da die einstigen zweistöckigen Wehrgänge längst nicht mehr existieren, beherrschen Johannisturm und Seigerturm freistehend diesen Teil der Anlage. Der Johannisturm, ein Wach- und Verteidigungsturm, erlangte Berühmtheit durch die Gräfin Constantia von Cosel, für die er, als Wohnturm umgebaut, als Gefängnis in ihren letzten Lebensjahren diente. Der Johannisturm ist aus diesem Grund im Volksmund auch eher als Coselturm bekannt. Die oberen Stockwerke können durch einen Wendeltreppenturm erreicht werden, der in der Zeit der Renaissance angebaut wurde. Der Seigerturm wurde in der Zeit um 1455 erbaut und unter Kurfürst August 1560 aufgestockt. Seinen Namen erhielt er durch die 1562 eingebaute Turmuhr, deren einziges Zifferblatt in Richtung der Stadt zeigte und nur einen Zeiger besaß.
Der 4. Burghof konnte früher nur über eine Zugbrücke erreicht werden; diese ist heute nicht mehr zu finden, auch die zu überbrückende Zisterne ist mittlerweile zugeschüttet. Der Hof war umrandet von repräsentativen Bauten, zumeist Wohngebäuden. Im Auftrag des Kurfürsten August wurde ein Großteil der Gebäude prachtvoll ausgestattet. An der nördlichen Burgmauer wurde ab 1559 ein Destillierhaus in die Mauer eingefügt. Des Weiteren beherbergte die obere Hauptburg wichtige Wirtschaftsgebäude, wie Küche und Speiseräume, aber auch das Zeughaus und natürlich eine Burgkapelle waren vorhanden. Von diesen Gebäuden sind höchstens noch Mauerreste erhalten geblieben. Die Burgkapelle, die in früheren Zeiten prachtvoll ausgestattet war, besaß einen Zugang, durch den die Stolpener Bürger die Kapelle zum Gottesdienst erreichen konnten. Weiterer Bestandteil der oberen Hauptburg ist der 82 m tiefe Basaltbrunnen. Er entstand in der ersten Hälfte des 17. Jahrhunderts und wurde durch Freiberger Bergleute abgeteuft. Am westlichen Ende der Burganlage befand sich das Hochschloss. Hier befanden sich die Repräsentationsräume der meißnischen Bischöfe und später die der sächsischen Kurfürsten. Ende des 15. Jahrhunderts errichtet und prachtvoll ausgestattet, wurde das Schloss bereits ab 1750 vernachlässigt, zerfiel in der folgenden Zeit und verschwand 1773 vollständig durch Sprengung der übrig gebliebenen Reste. Zur gleichen Zeit wie das Hochschloss wurde der Siebenspitzenturm errichtet. Der Turm besitzt einen viereckigen Grundriss, verändert nach oben hin aber seine Form zu einem Sechseck. An jedem Eck befand sich wiederum ein Türmchen, was zusammen mit dem mittleren Dach zu sieben Spitzen führt. Diesen Dachaufbau verlor der Turm zwar bereits 1632 bei einem Stadtbrand (es wurde nur ein einfaches Helmdach wieder errichtet), den aus den Spitzen resultierenden Namen behielt er bis heute.

Bestandteile der Burganlage
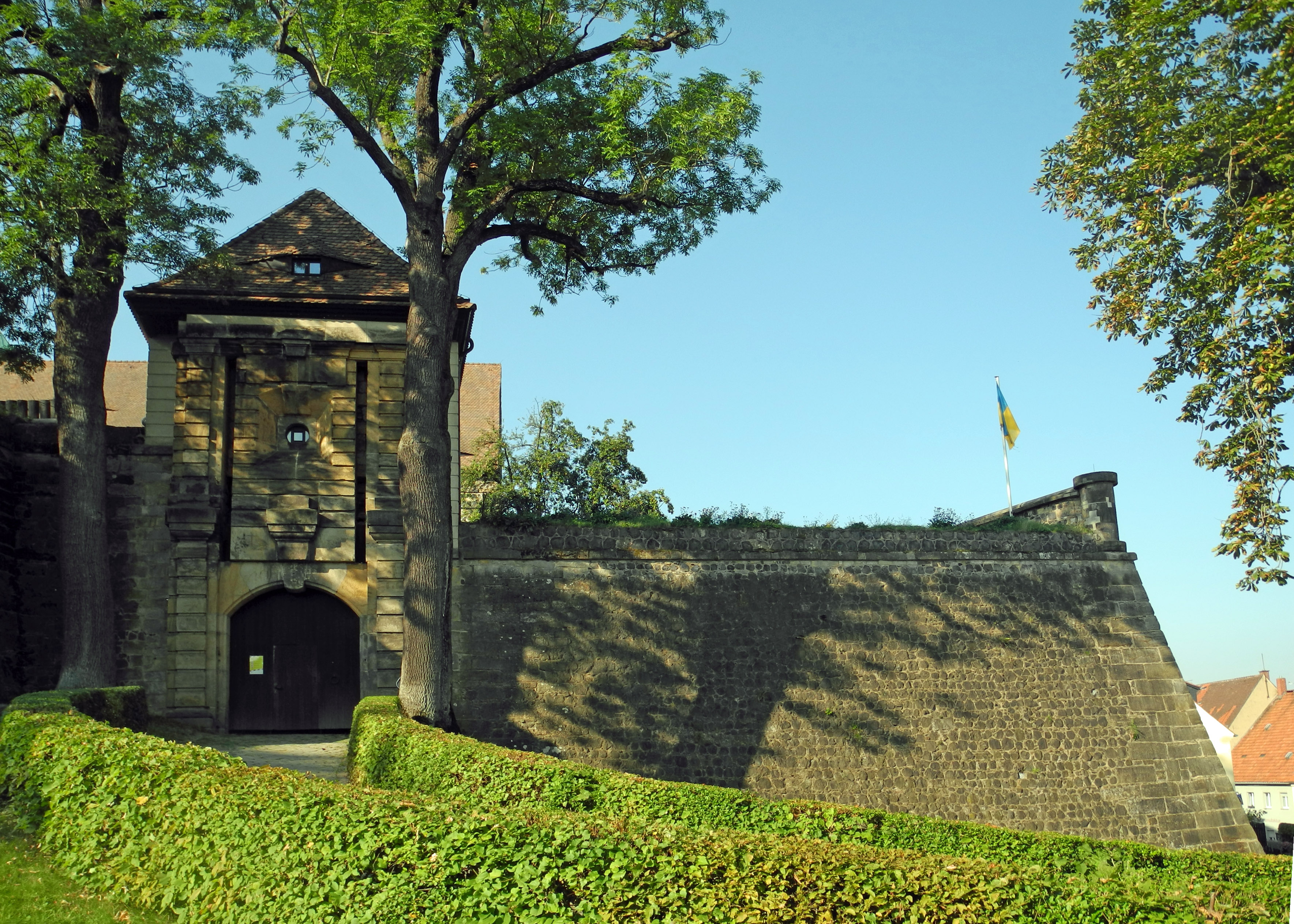
Hauptzugang zur Burg und zum 1. Burghof mit der sogenannten Klengelsburg
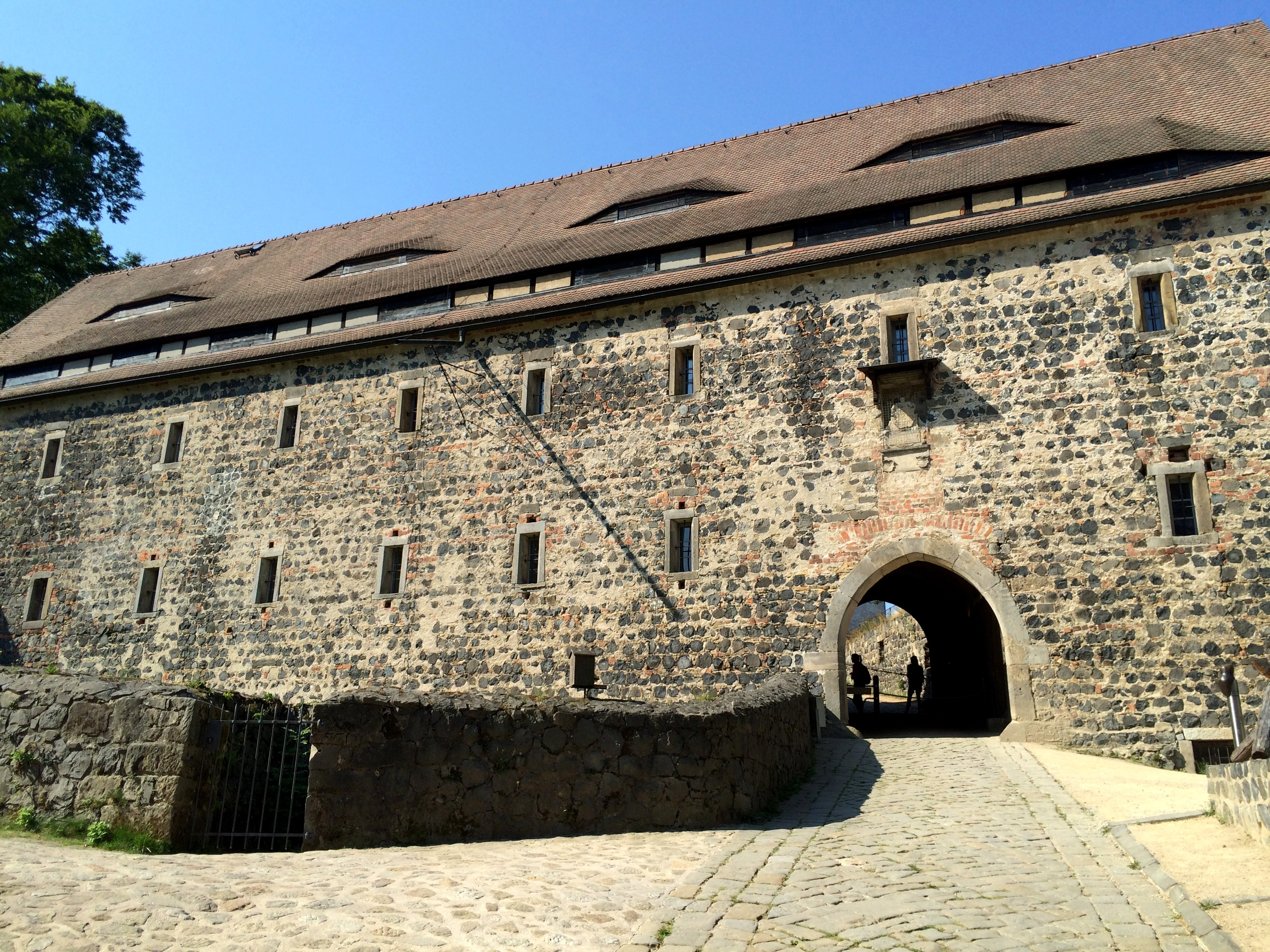
Kornhaus/Marstall, gleichzeitig Zugang zum 2. Burghof
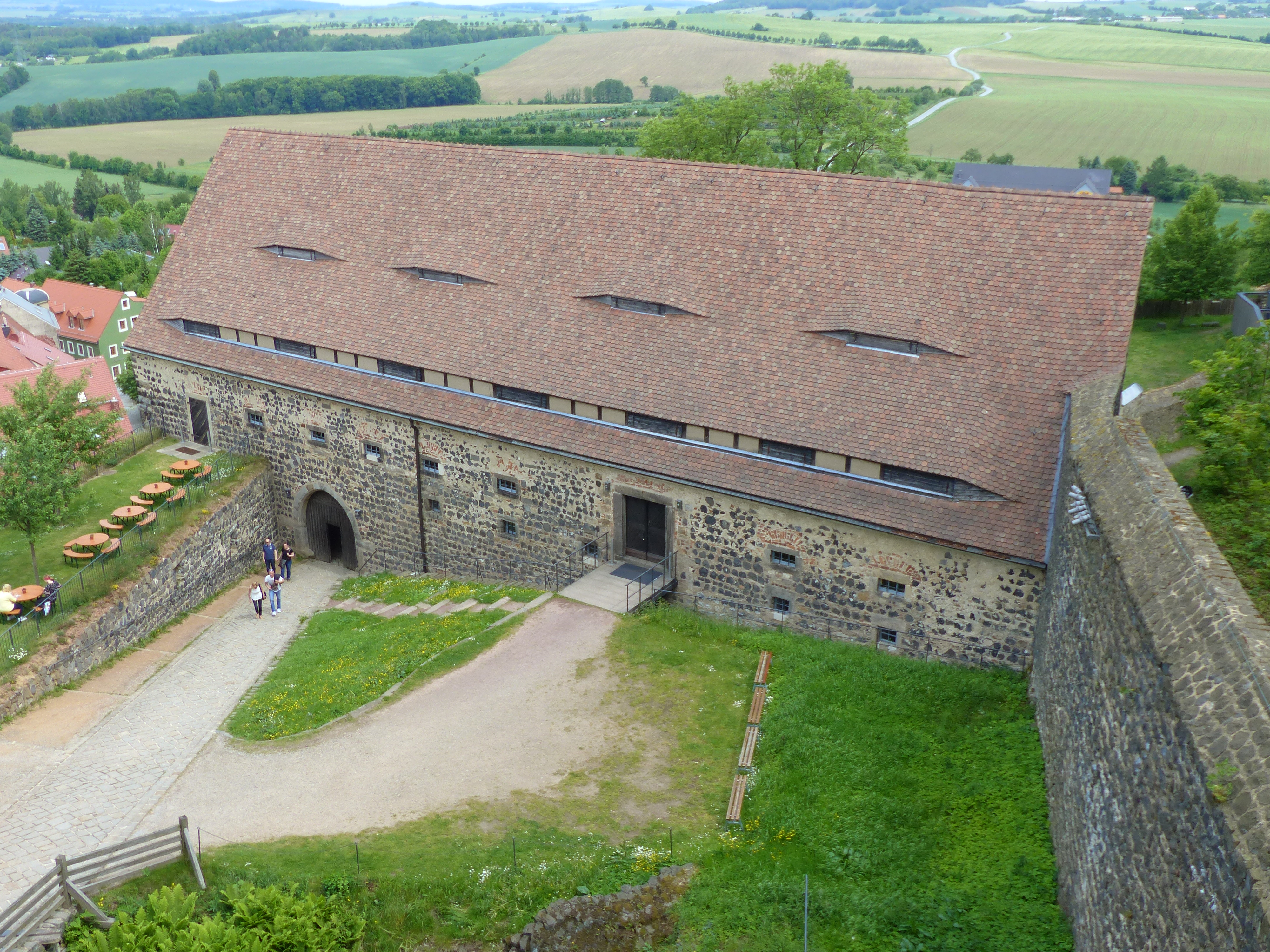
Blick vom Johannis/Coselturm auf den 2. Burghof und das Kornhaus/Marstall
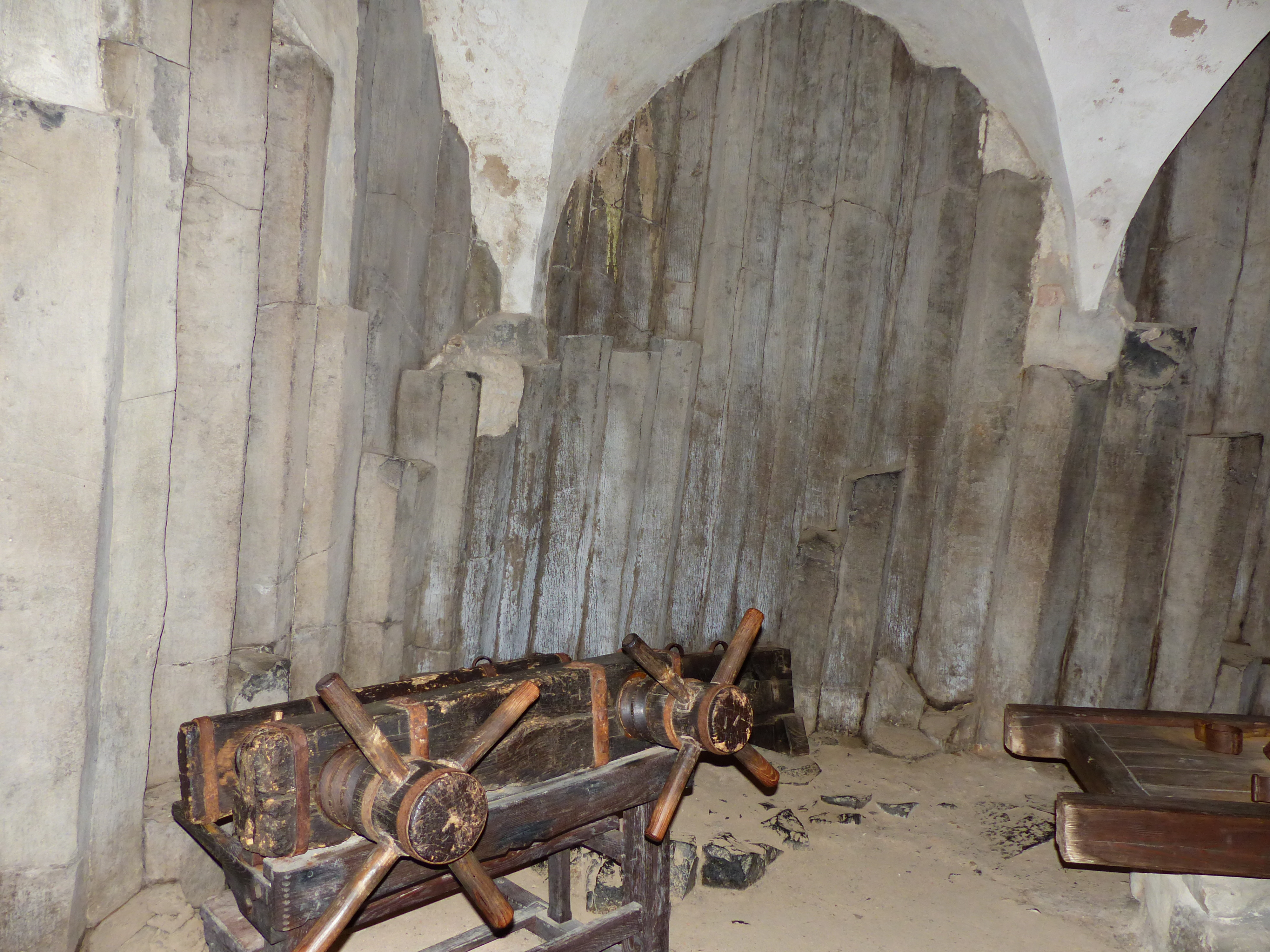
Anstehende Basanitsäulen im Kornhaus
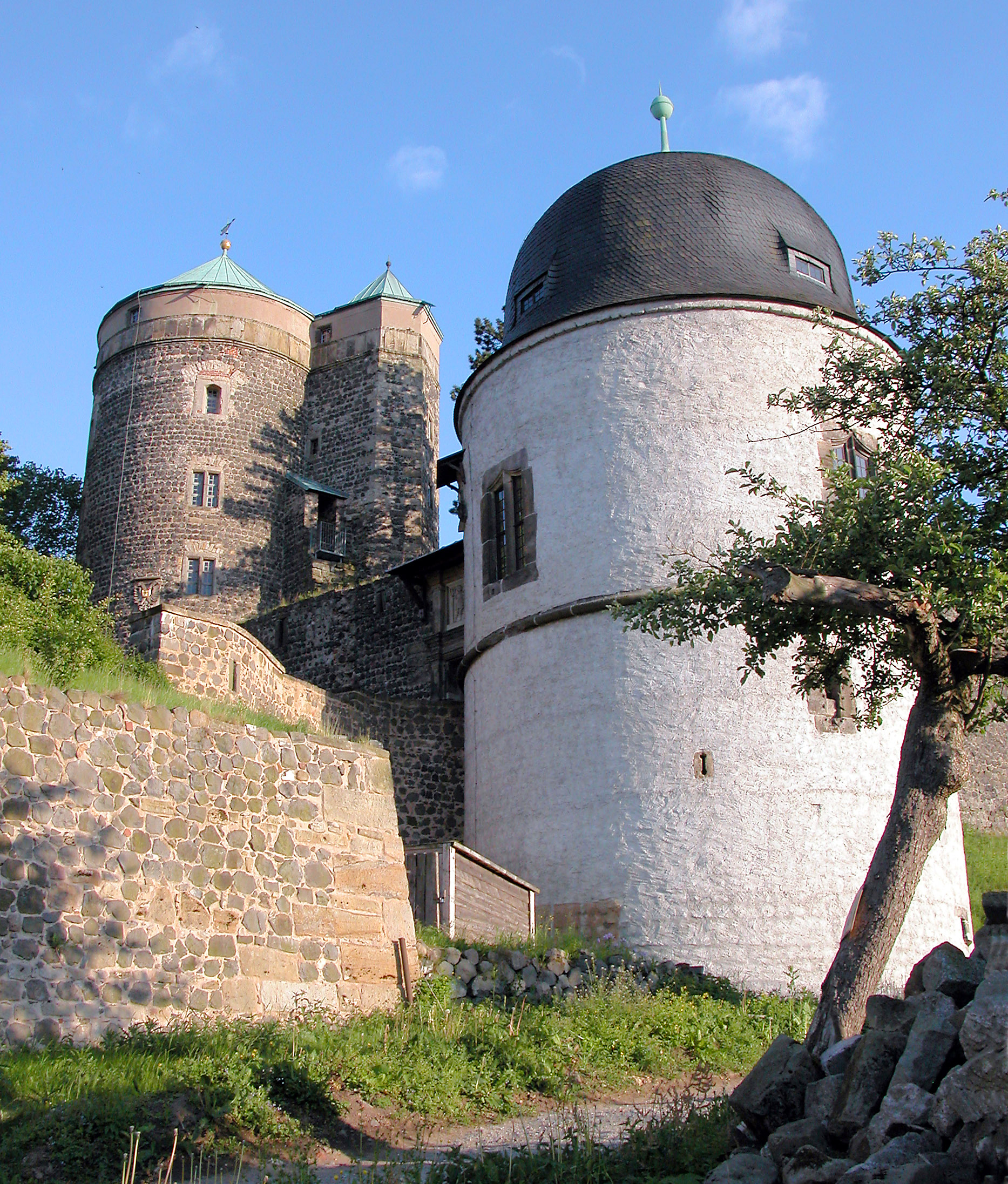
Blick zum Schösserturm und Johannis/Coselturm
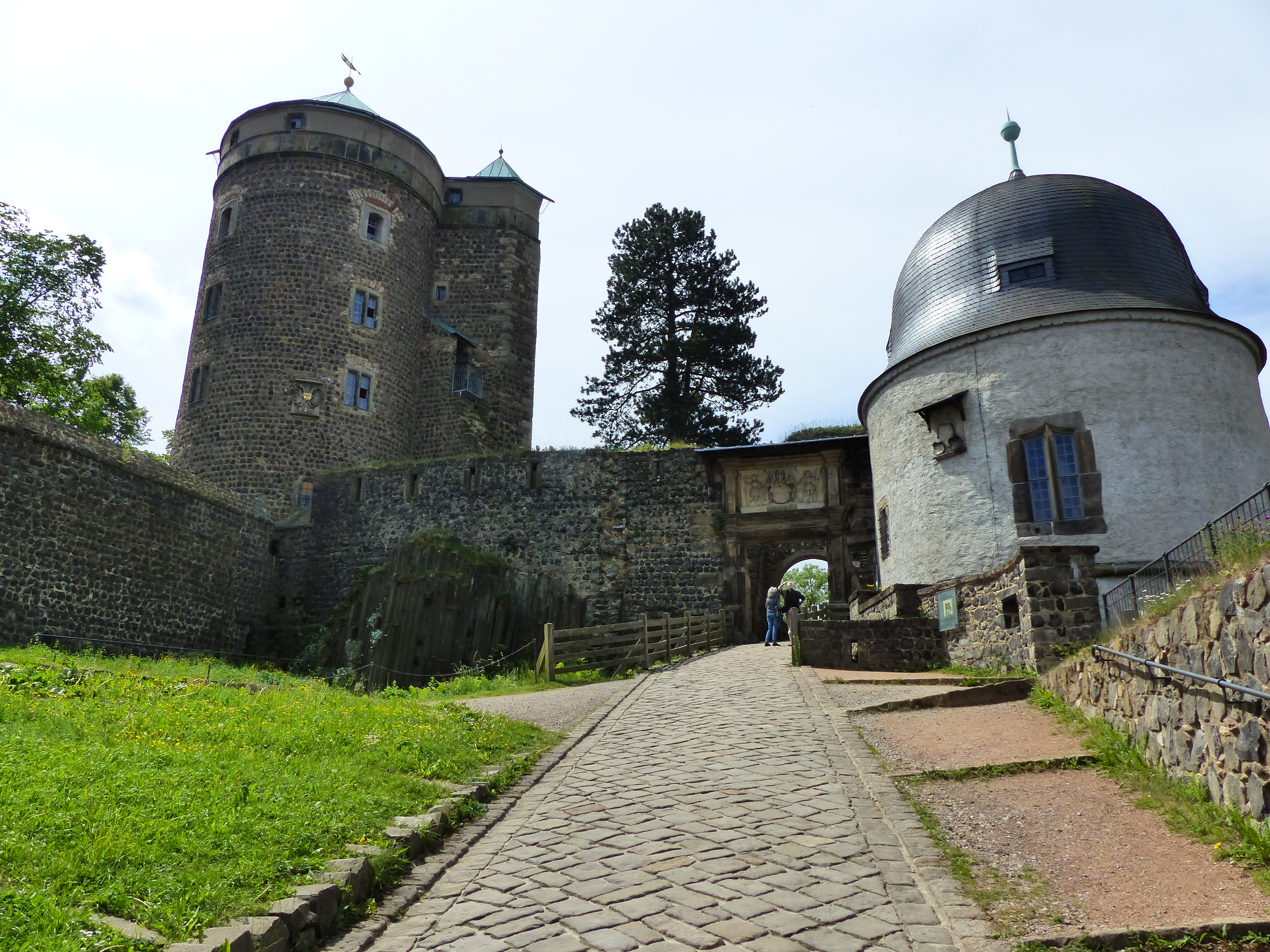
Blick vom 2. Burghof zum Schösserturm und Johannis/Coselturm, dazwischen Hauptzugang zum 3. Burghof, ehemals Zugang zur Hauptburg
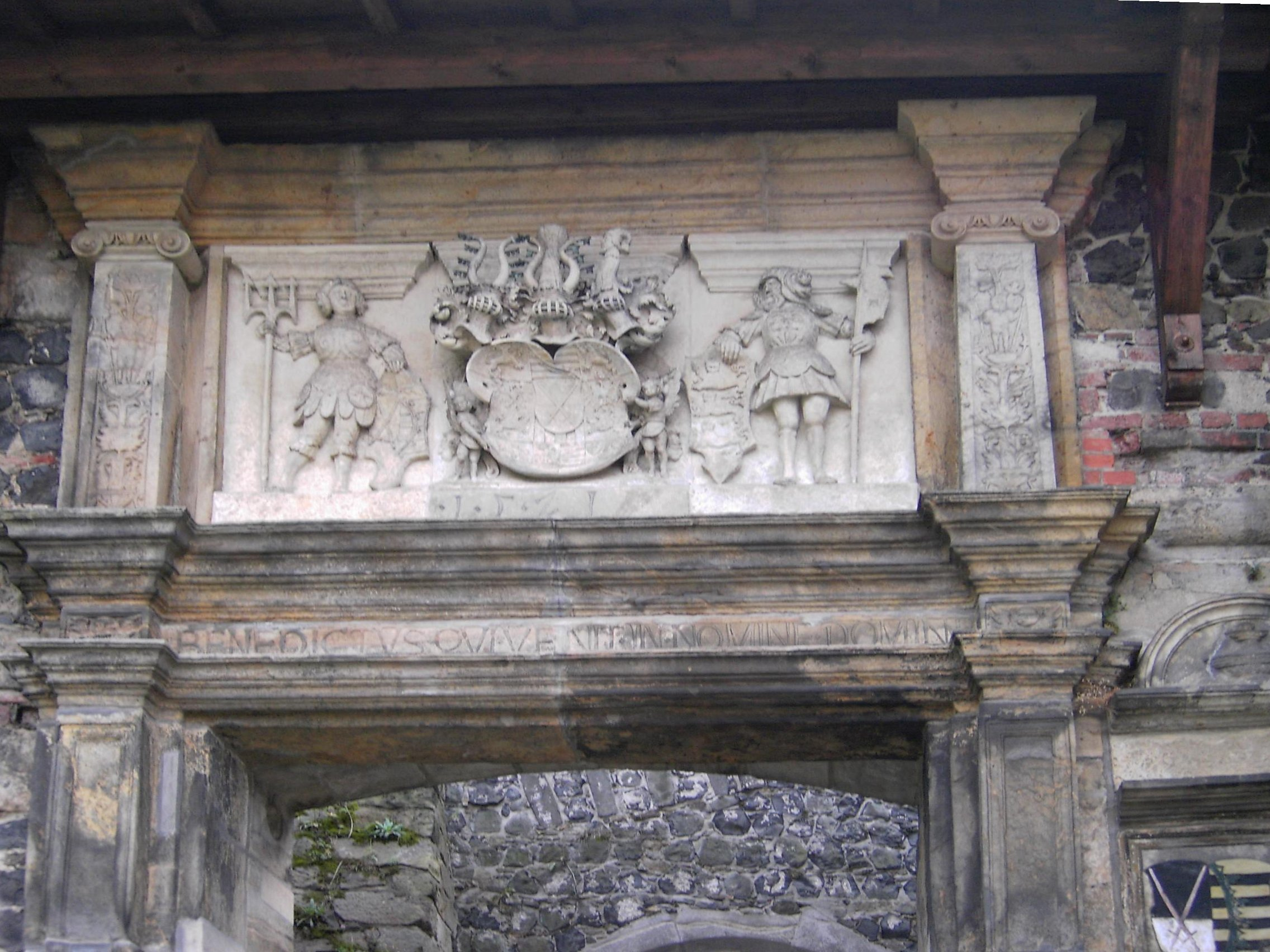
Relief über dem Portal zur Hauptburg. Wappen: Sachsen, August, Anna, 1571
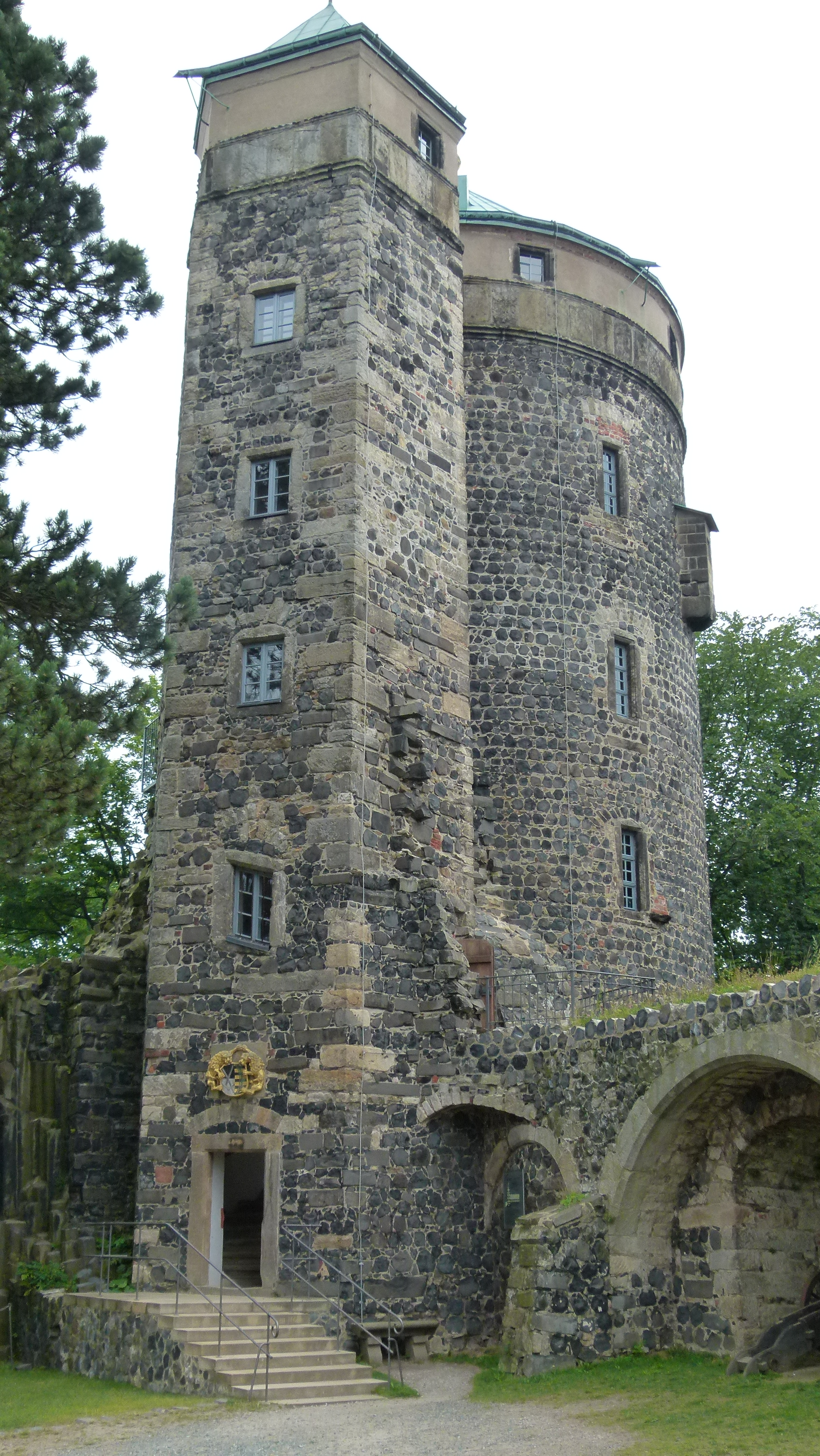
Johannis/Coselturm im 3. Burghof
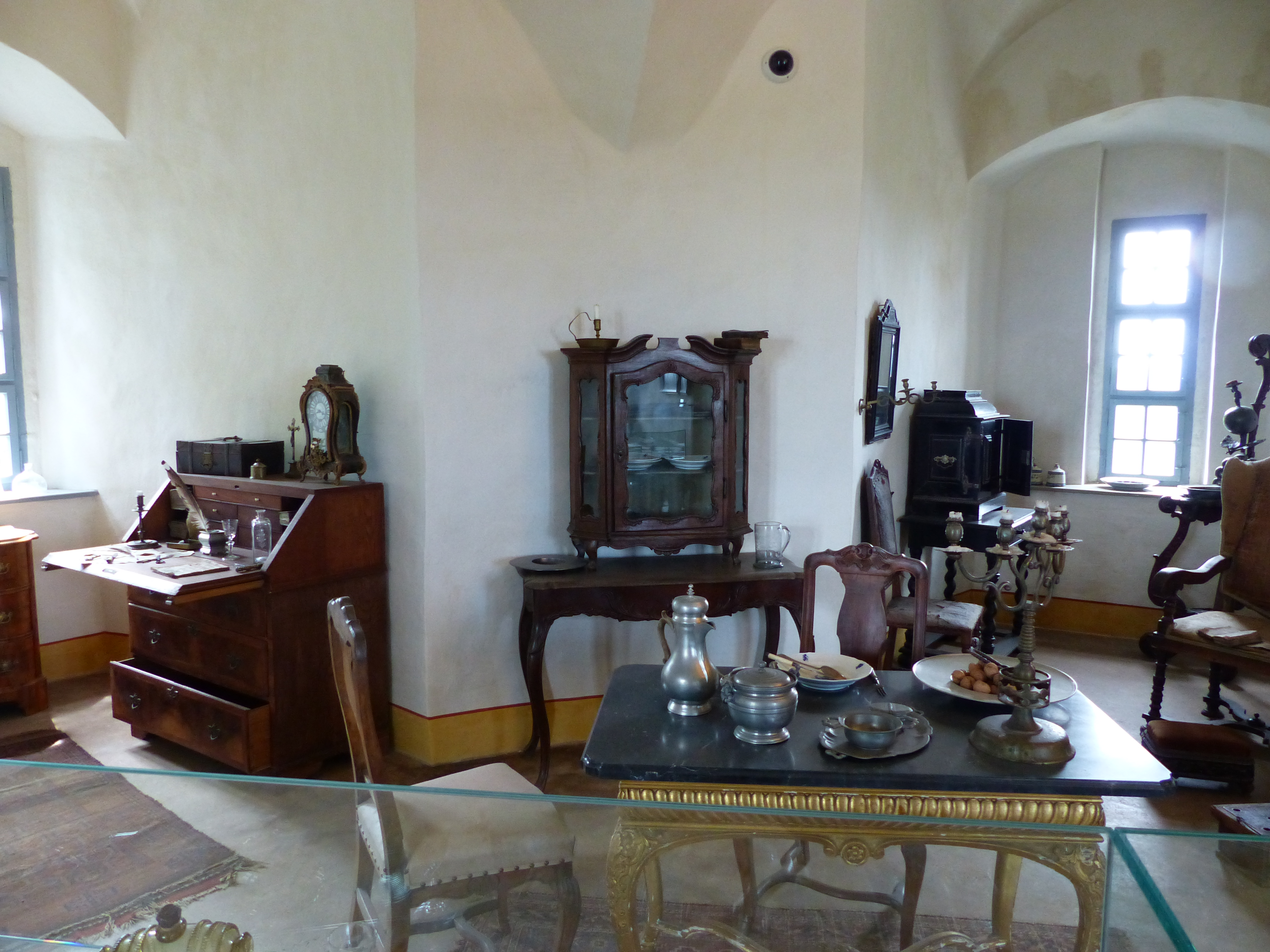
Wohnräume der Gräfin Cosel im Johannis/Coselturm
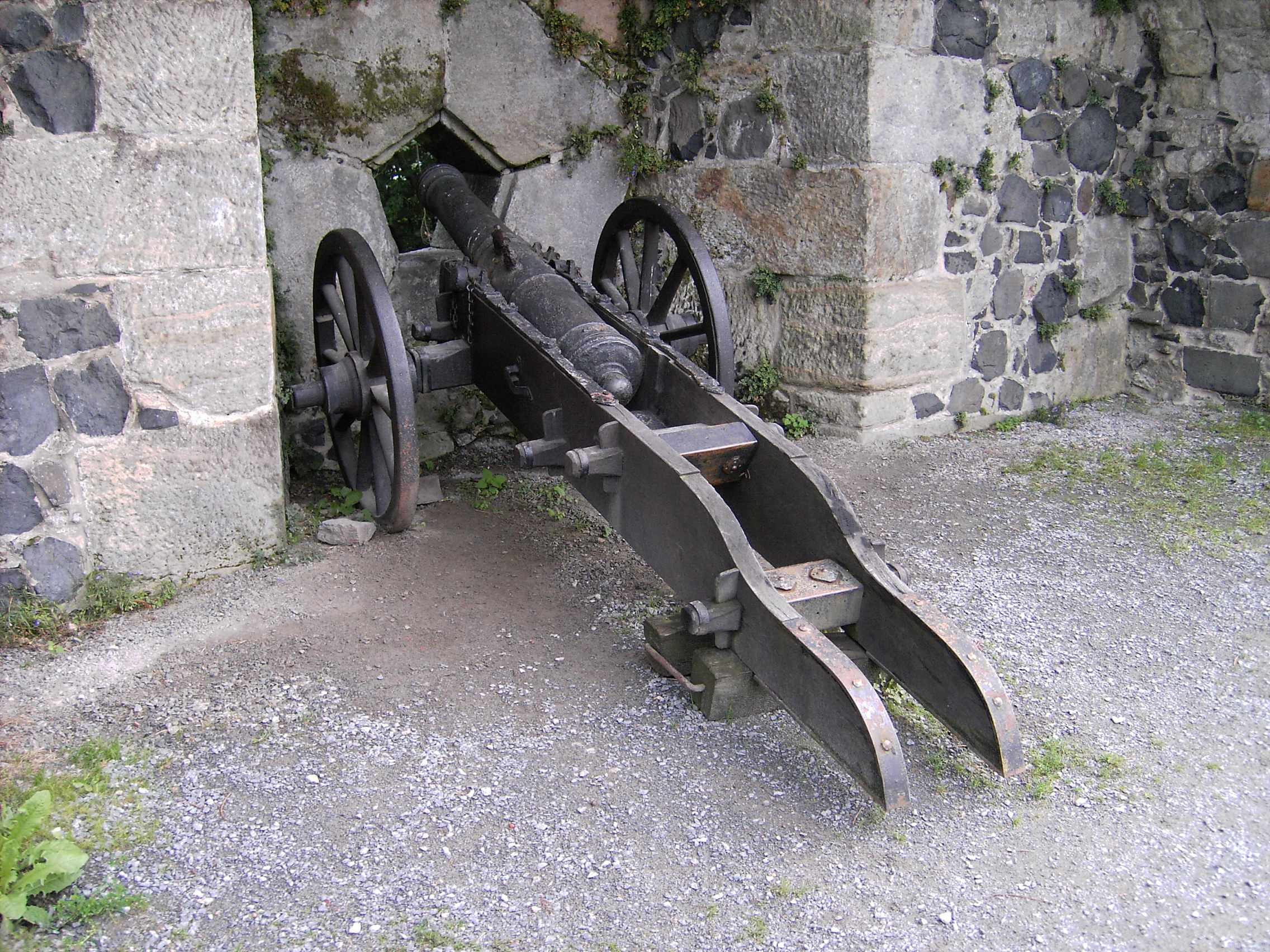
Kanone vor fünfeckiger Schießscharte im 3. Burghof
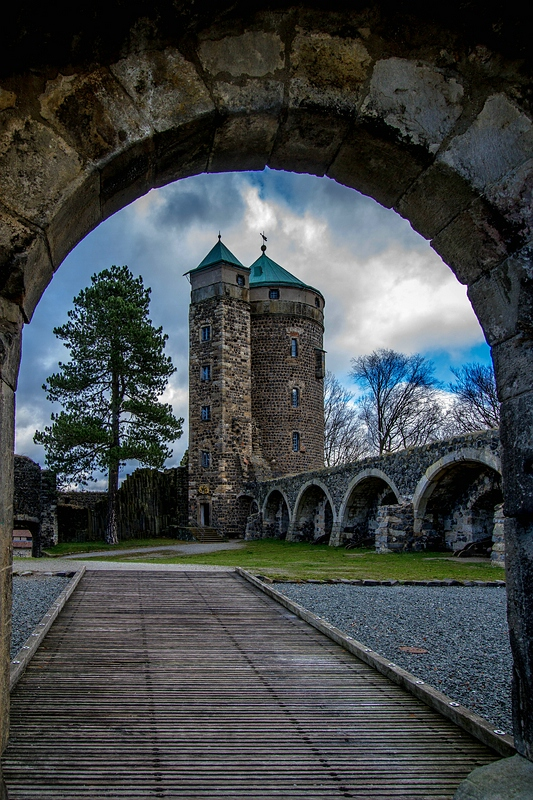
Blick vom 4. in den 3. Burghof, die Holzlatten markieren die ehemalige Zugbrücke
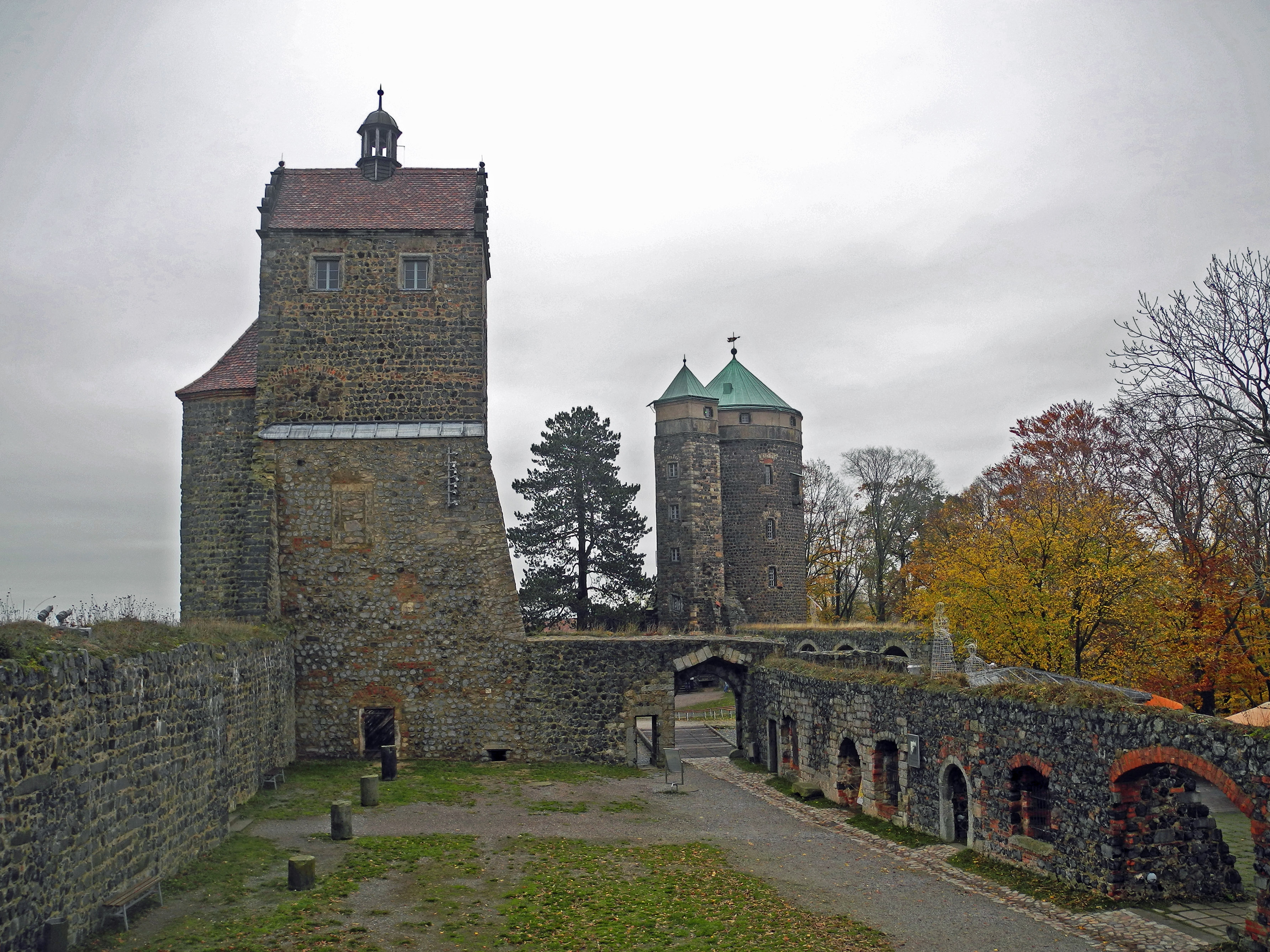
Blick vom 4. Burghof zum Seigerturm (links) und zum Johannis/Coselturm (rechts)
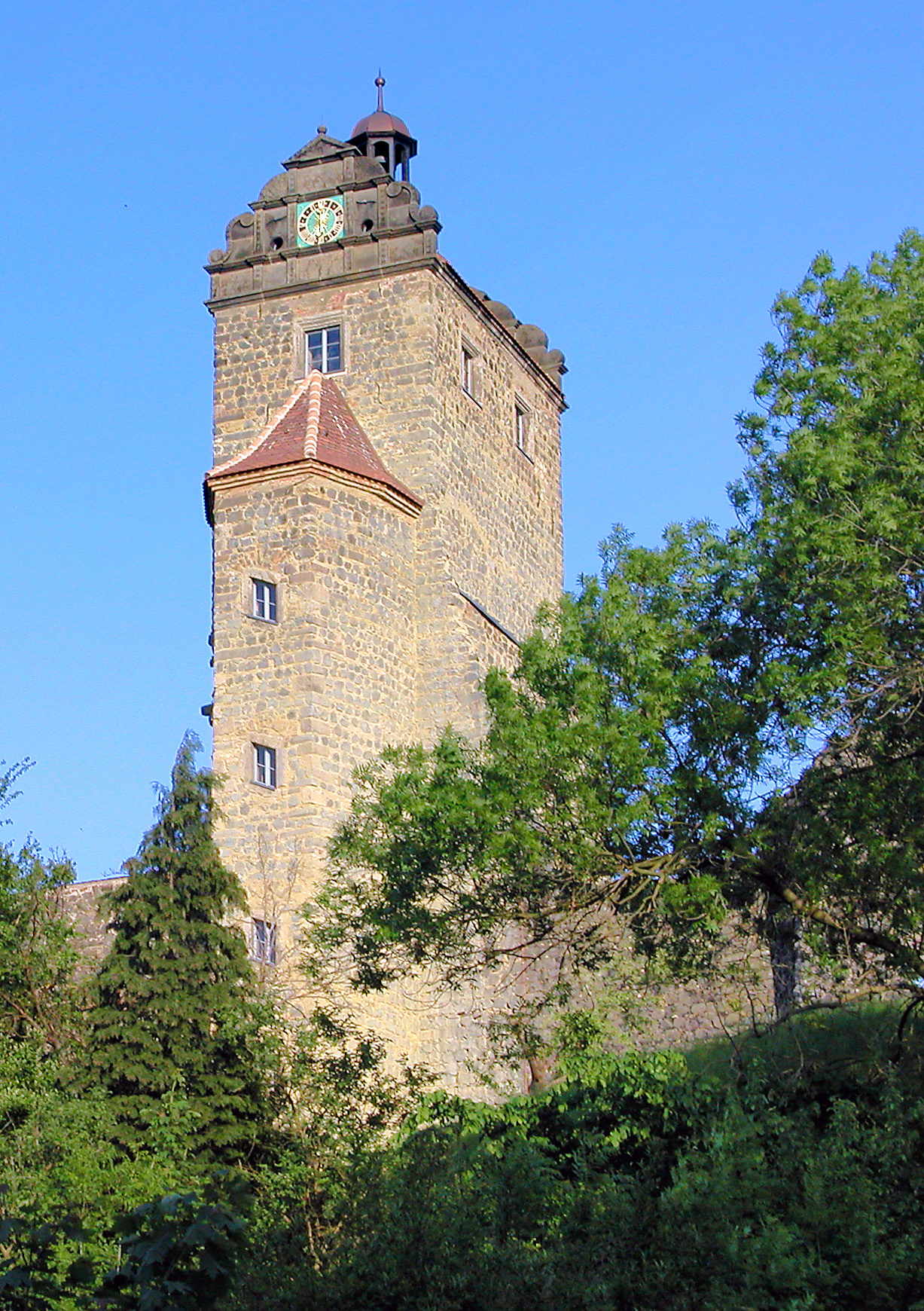
Seigerturm im 4. Burghof
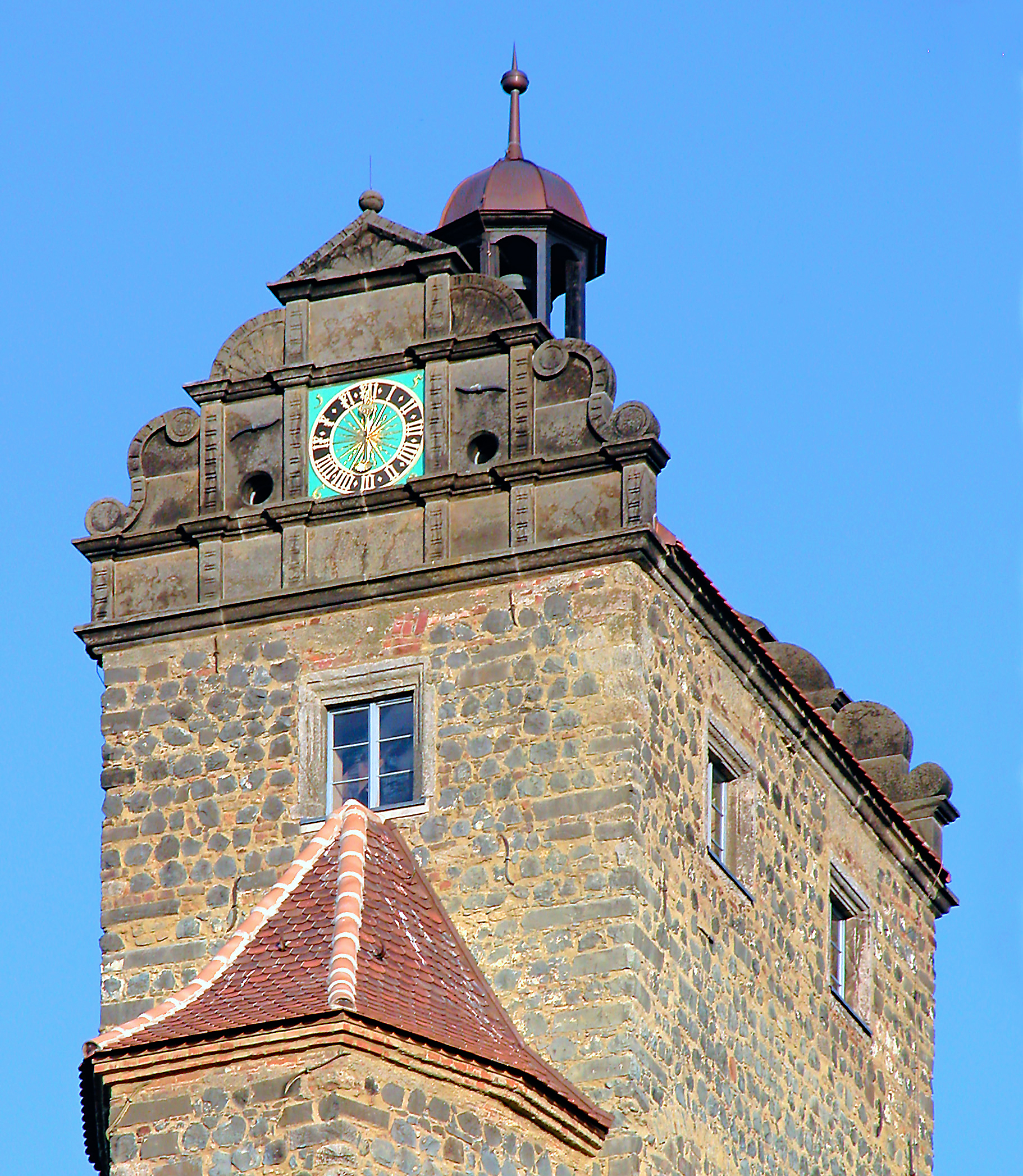
Seigerturm
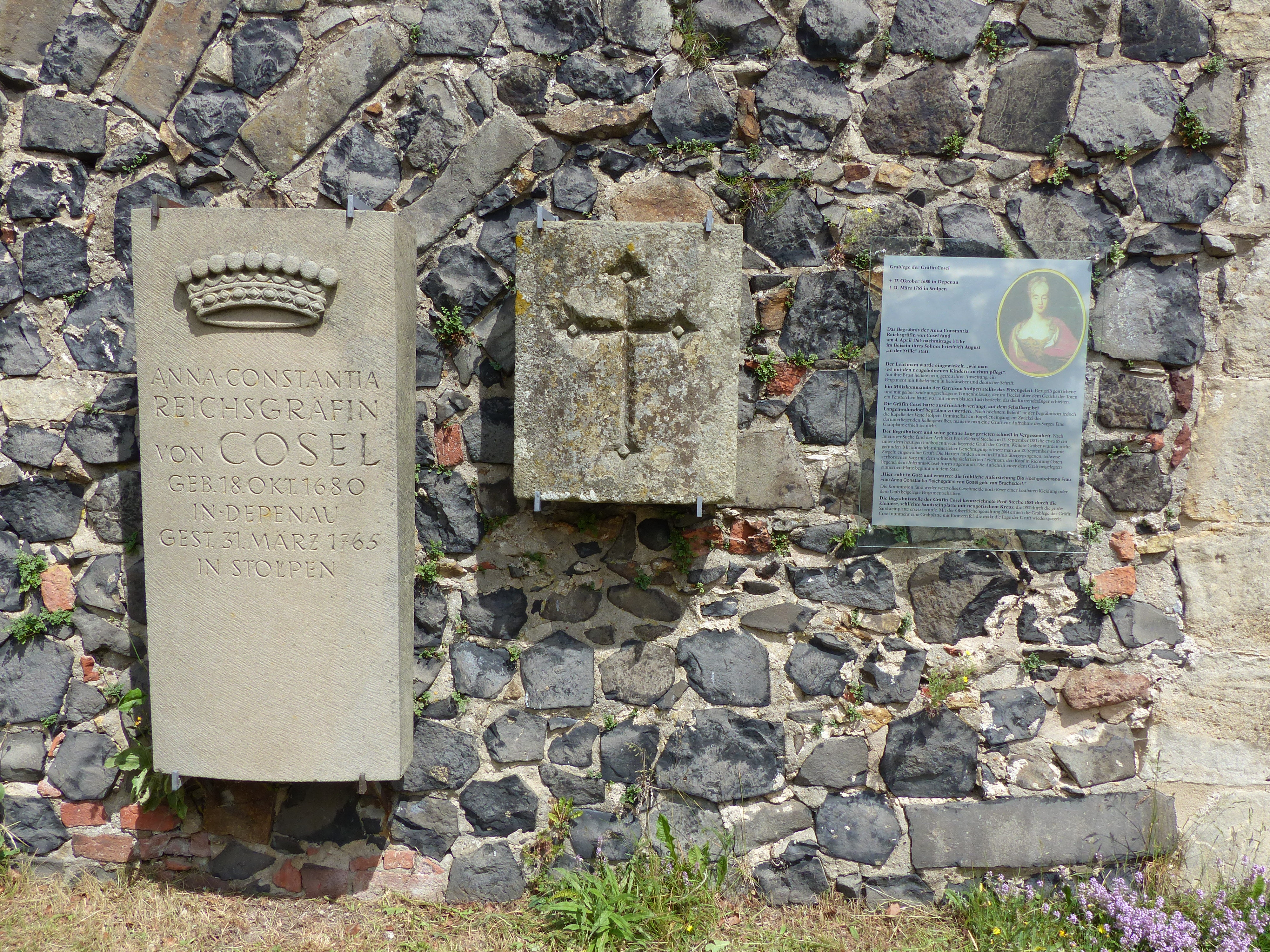
Grab der Gräfin Cosel
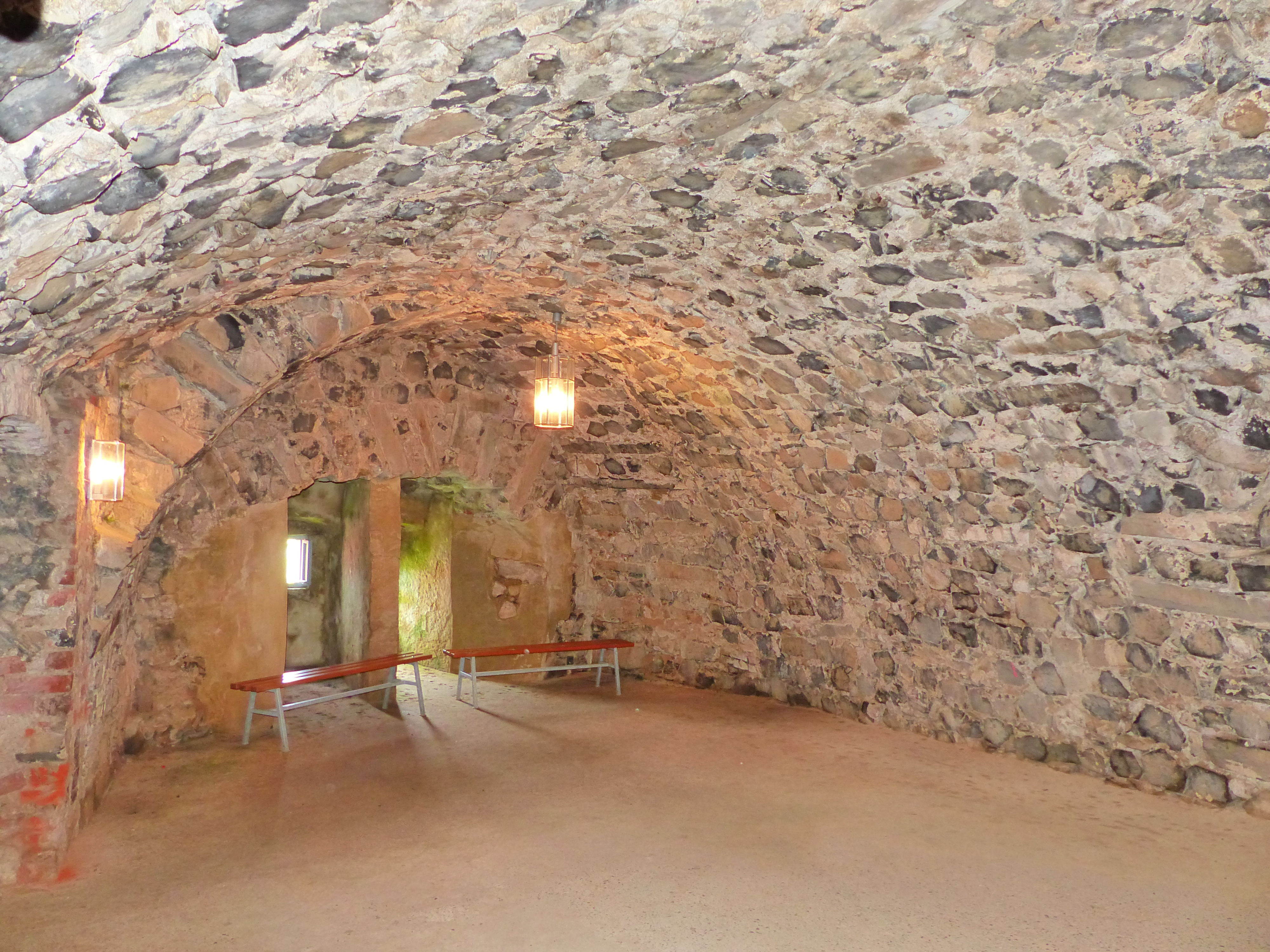
Keller unter dem 4. Burghof

## Die Wasserversorgung

### Zisternen
Die Lage der Burg auf einem Basaltberg brachte zwangsläufig Probleme bei der Wasserversorgung mit sich. Man kann davon ausgehen, dass seit der ersten Bebauung versucht wurde, die Versorgung mit Wasser durch Zisternen zu sichern. Im Laufe der Zeit entstand so ein System von Zisternen, das die Burg und die Stadt mit Wasser versorgte. Da die Qualität des Wassers allerdings nicht den gewünschten Anforderungen entsprach, versuchte man in bischöflicher Zeit bereits Alternativen für die Wasserversorgung zu finden. So gehörte es zu den Fronpflichten des Dorfes Lauterbach, Frischwasser mit Fuhrwerken auf die Burg zu bringen.

### Die Wasserkunst
Nach dem Herrschaftswechsel auf der Burg ordnete Kurfürst August eine Verbesserung der Wasserversorgung an. 1561 wurde der Freiberger Bergmeister Martin Planer mit dem Errichten einer Wasserkunst beauftragt. Nach eineinhalb Jahren Bauzeit wurde 1563 das erste Wasser auf die Burg gepumpt. Um diese Meisterleistung zu bewerkstelligen, mussten 100 Höhenmeter überbrückt werden. Dazu wurden ungefähr 1.200 Baumstämme verarbeitet und ein Wasserrad mit über 10 m Durchmesser aus Freiberg aufgebaut. Nach mehrfacher Verbesserung in den folgenden Jahren konnte die Wasserkunst den gesamten Wasserbedarf der Burg decken. 1571 erlaubte der Kurfürst gar, überschüssiges Wasser an die Bürger der Stadt abzugeben. Wegen der hohen Bedeutung der Wasserversorgung war die Wasserkunst ein häufiges Ziel bei kriegerischen Auseinandersetzungen. So wurde die Wasserkunst unter anderem im Dreißigjährigen Krieg wie auch im Siebenjährigen Krieg zerstört. Stets wurde sie wieder aufgebaut und dabei technisch verbessert. Erst nach der Zerstörung 1813 durch napoleonische Truppen wurde die Wasserkunst endgültig vernichtet.

### Basaltbrunnen
Aufgrund dieser Angreifbarkeit der Wasserkunst ordnete der Kurfürst Christian II. 1608 an, einen Tiefbrunnen zu schaffen. Dafür wurden vier Berggießhübeler Bergleute nach Stolpen abgeordnet, die auch in die Stadt übersiedelten und hier Familien gründeten. Bis 1617 hatte der Brunnen, der mittels Feuersetzen in den Fels getrieben wurde, eine Teufe von knapp 46 Meter erreicht, ohne jedoch auf Grundwasser zu treffen. Aufgrund der aufgelaufenen Kosten von knapp 2.900 Gulden begutachtete eine bergmännische Kommission unter Leitung des Oberbergmeisters Martin Weygel den Brunnenschacht. Die Bergbauexperten empfahlen dem Kurfürsten die Einstellung der Arbeiten. Stattdessen sollte am Fuß des Burgberges ein Stollen bis zu den wasserführenden Schichten angelegt werden. Kurfürst Christian II. befahl jedoch die Weiterarbeiten am Brunnenschacht. Nach 22-jähriger Bauzeit stießen die Bergleute auf Wasser (entspricht einem täglichen Vortrieb von etwa 1 cm), 1632 war der Bau des 84,39 Meter tiefen Brunnens abgeschlossen. Zwei Meter Teufe kosteten etwa 140 Gulden. Zum Vergleich: Die gleichen 2 Meter Tiefe kosteten beim Bau des Brunnens der Festung Königstein nur 32 Gulden (bei einer Tiefe von 152,5 m und einer Bauzeit von zweieinhalb Jahren). Die technischen Probleme der Wasserförderung aus dem Brunnen führten dazu, dass erst 30 Jahre später das erste Wasser aus dem Brunnen gezogen wurde und zwar mit einem enorm hohen Arbeitsaufwand (allein das benötigte Seil wog 175 kg). Da die Wasserkunstanlage mit weniger Arbeitsaufwand betrieben werden konnte, wurde weiterhin das Wasser mit Hilfe der Wasserkunst gefördert. Nach zweimaliger kriegsbedingter Verschüttung des Brunnens (1756 und 1813), erfolgte bereits 1883 eine Räumung auf Anregung des Königlich Sächsischen Altertumsvereins.

Wasserversorgung
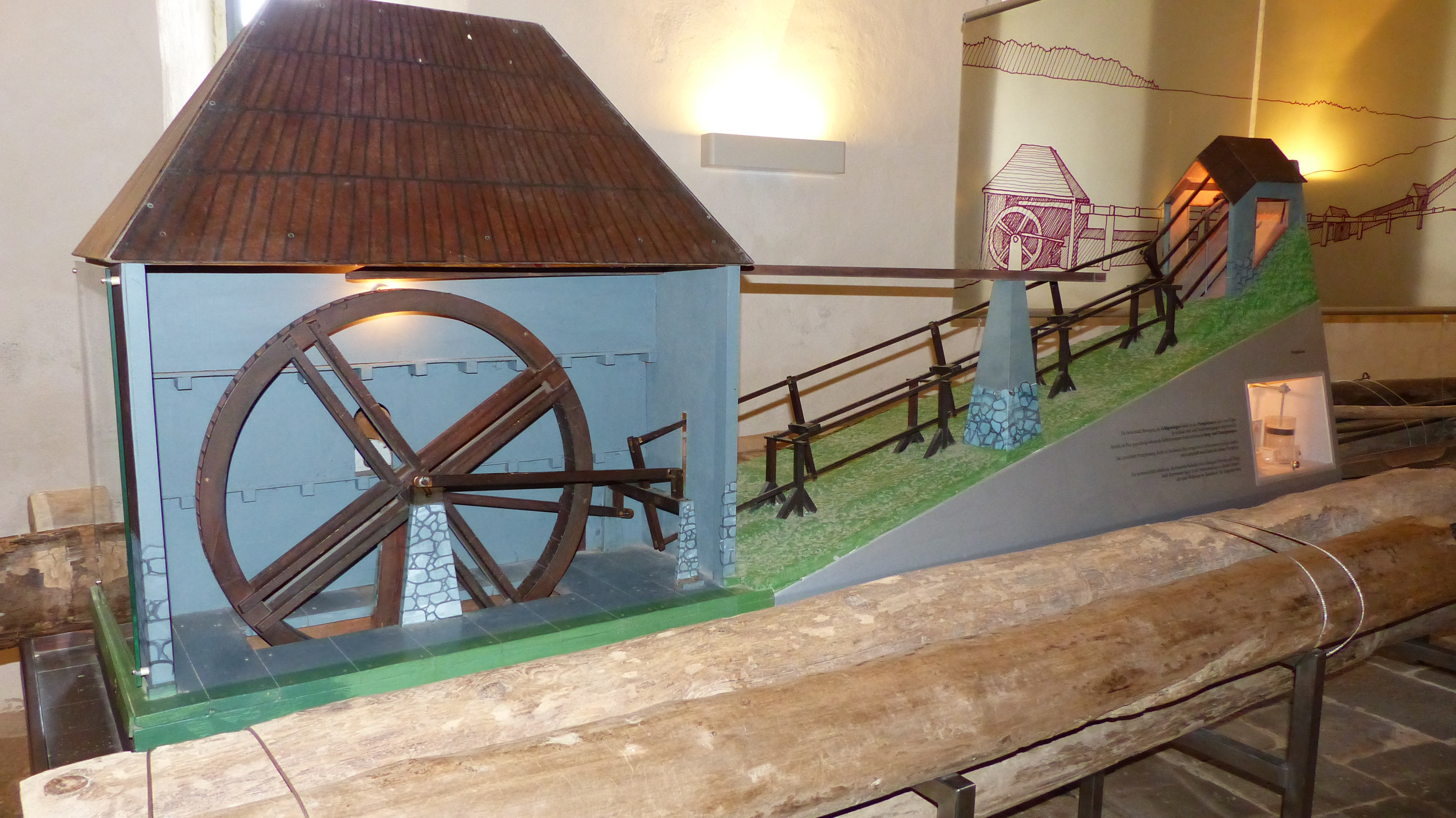
Modell der Wasserkunst im Kornhaus/Marstall
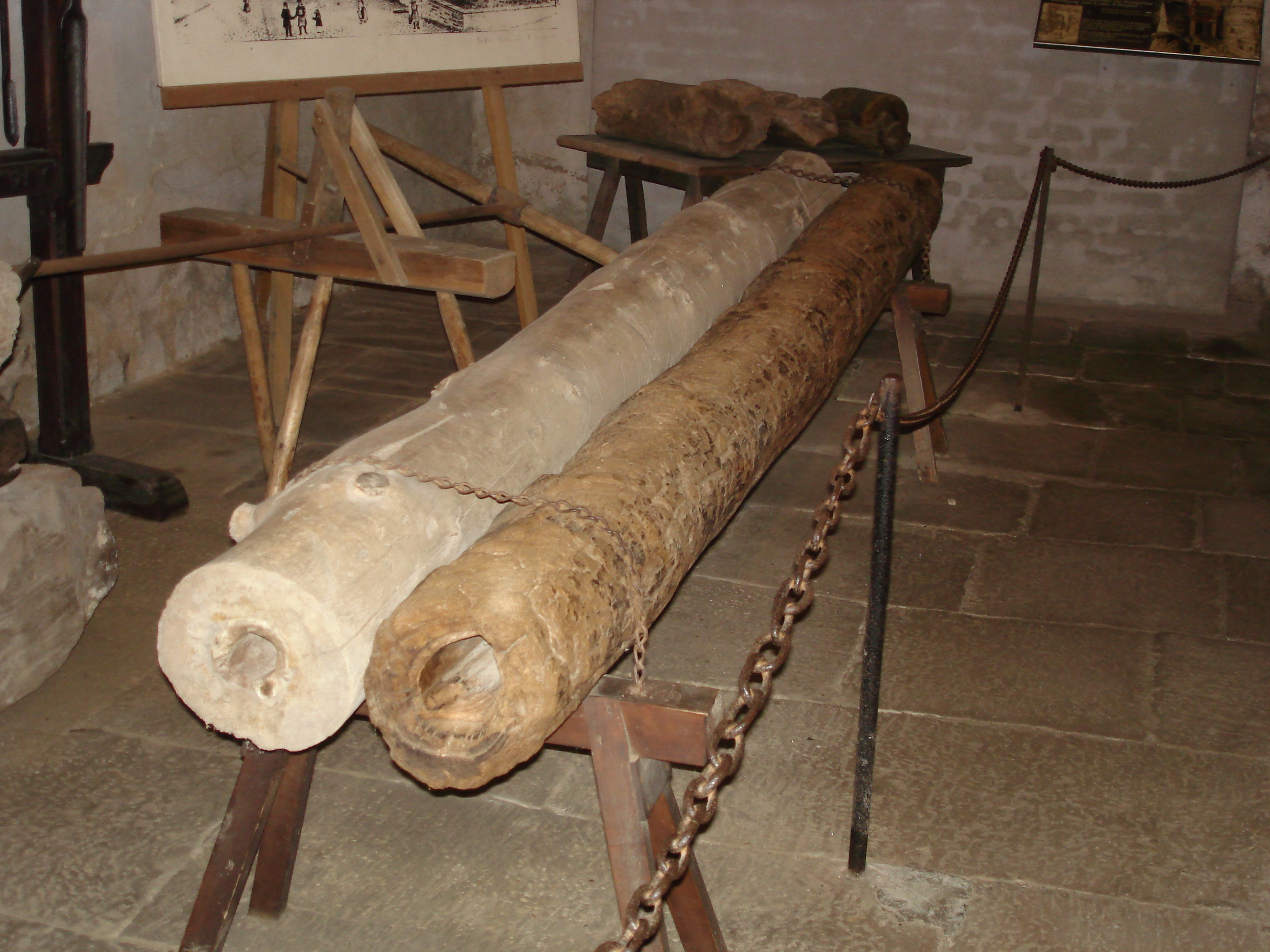
Rohre der Wasserkunst
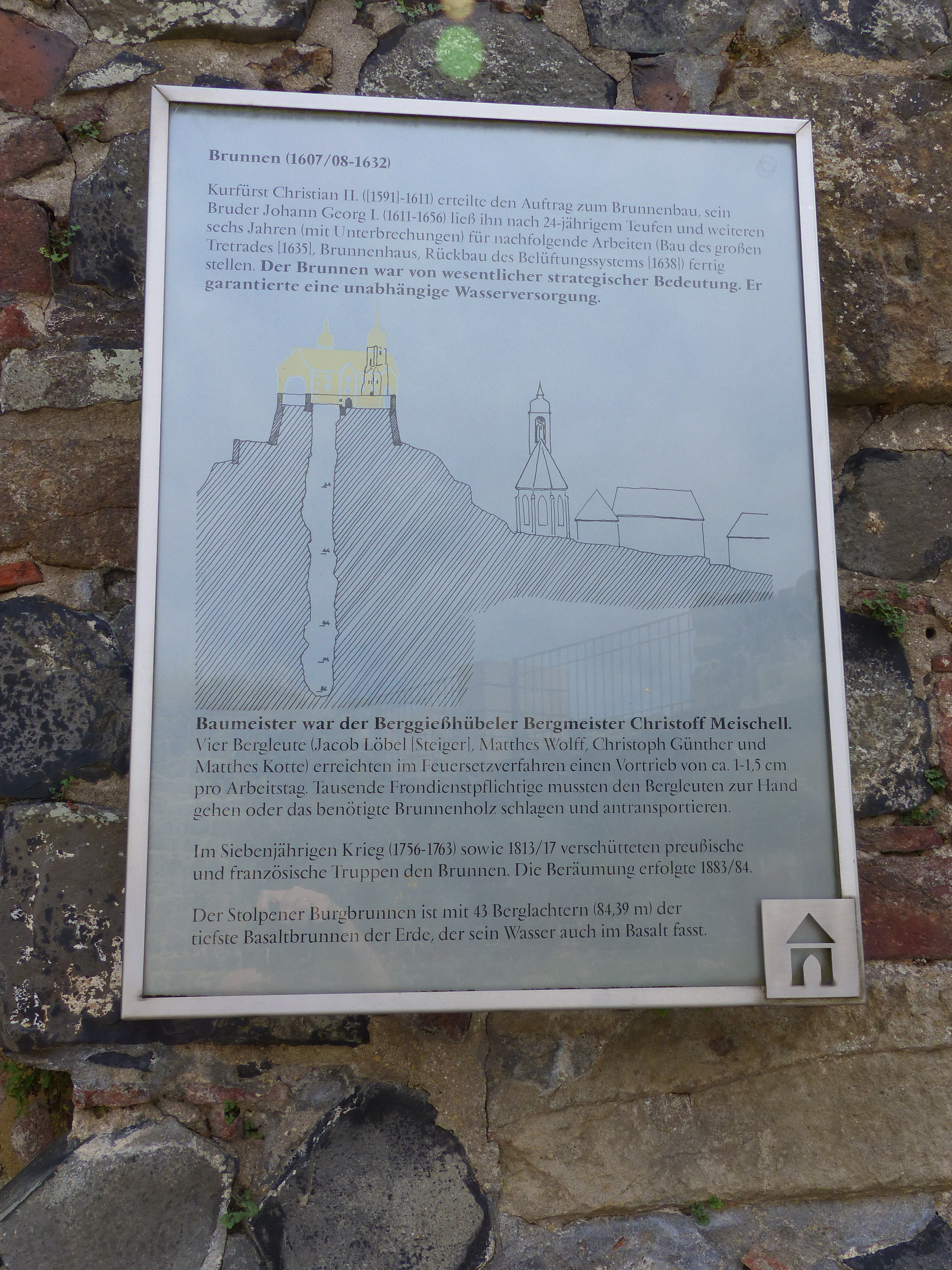
Informationstafel am Burgbrunnen

## Der Basaltberg

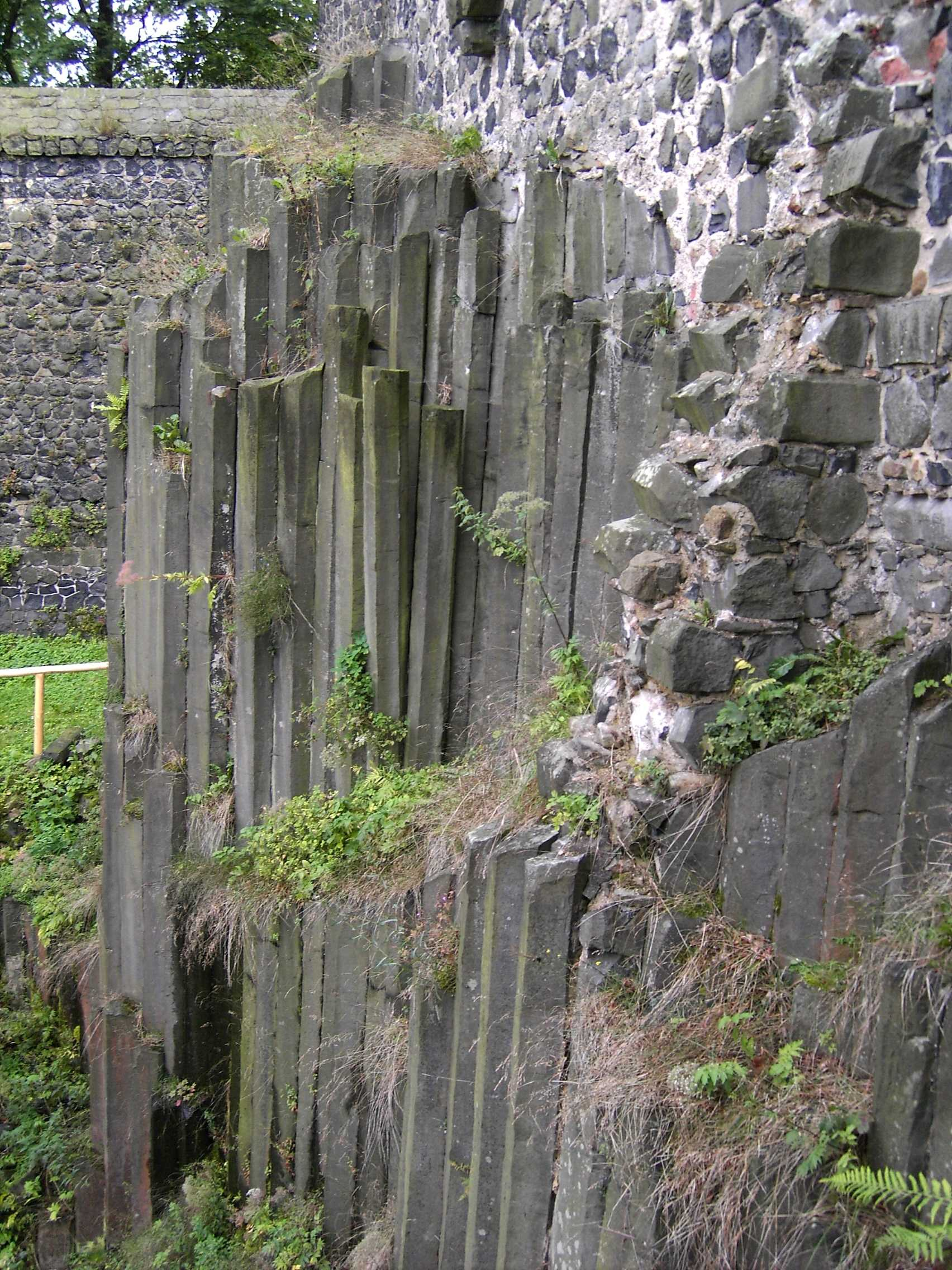
Basaltsäulen – als Fundament und Mauerwerk genutzt

### Bisherige Sichtweise
Die Burg Stolpen wurde auf der höchsten Erhebung des Stolpener Basalts erbaut. Damit bildet das Naturdenkmal Stolpener Basalt die Grundlage für die Errichtung einer wehrhaften Bebauung und zugleich für den Namen von Burg und Stadt (sorbisch stołp = „Säule“). Der Stolpener Basalt, der vor 25 Millionen Jahren entstand, gehört zu den größten vulkanischen Gesteinsvorkommen im sächsischen Raum und ist gleichzeitig das zuerst erwähnte Gesteinsvorkommen seiner Art in Europa. Die erste gesicherte Erwähnung ist bekannt aus dem Jahr 1510, die erste genaue Betrachtung des Gesteins erfolgte 1546 durch Georgius Agricola, der in seiner Beschreibung als erster den Begriff Basalt verwendete. Erste bekannte Zeichnungen des Stolpener Basalts sind durch den sächsischen Arzt und Naturforscher Johannes Kentmann 1565 angefertigt worden. Ende des 18. Jahrhunderts entbrannte schließlich ein heftiger Streit um die Entstehungsgeschichte des Basalts, der bis 1820 dauerte. Es bildeten sich zwei Lager, die grundsätzlich verschiedene Meinungen zu der Entstehung hatten, zum einen die Neptunisten und zum anderen die Plutonisten. Mehrere berühmte Wissenschaftler besuchten während dieser Zeit Stolpen, unter ihnen der Geologe Abraham Gottlob Werner und Johann Wolfgang von Goethe, der in Faust II den Wissenschaftlerstreit als Teil der Klassischen Walpurgisnacht ironisch abbildete. Der Basaltschlot des Stolpener Burgberges wurde im Mai 2006 von der Akademie der Geowissenschaften zu Hannover als eines der 77 bedeutendsten nationalen Geotope Deutschlands prädikatisiert.

### Neuere Erkenntnisse
Untersuchungen des Senckenberg Museum für Naturkunde Görlitz brachten 2018 die Erkenntnis, dass der Burgberg vor etwa 30 Millionen Jahren aus einem Maar entstand, welches sich später mit Lava füllte (Maar-Diatrem-Vulkan). Damit erfolgte der Ausbruch an der Erdoberfläche. Es handelt sich nicht, wie bisher angenommen, um einen Lavadom. Zudem sind die Stolpener Vulkanite keine Basalte, sondern müssen als Basanit (Olivin-Augit-Nephelinit) klassifiziert werden. Damit kann der Stolpener Burgberg auch nicht mehr als Typlokalität für Basalt angesehen werden. Durch Johannes Baier et al. wurde unlängst der wissenschaftsgeschichtliche Aspekt in einer separaten Übersichtsarbeit zusammengestellt.

## Gräfin Cosel

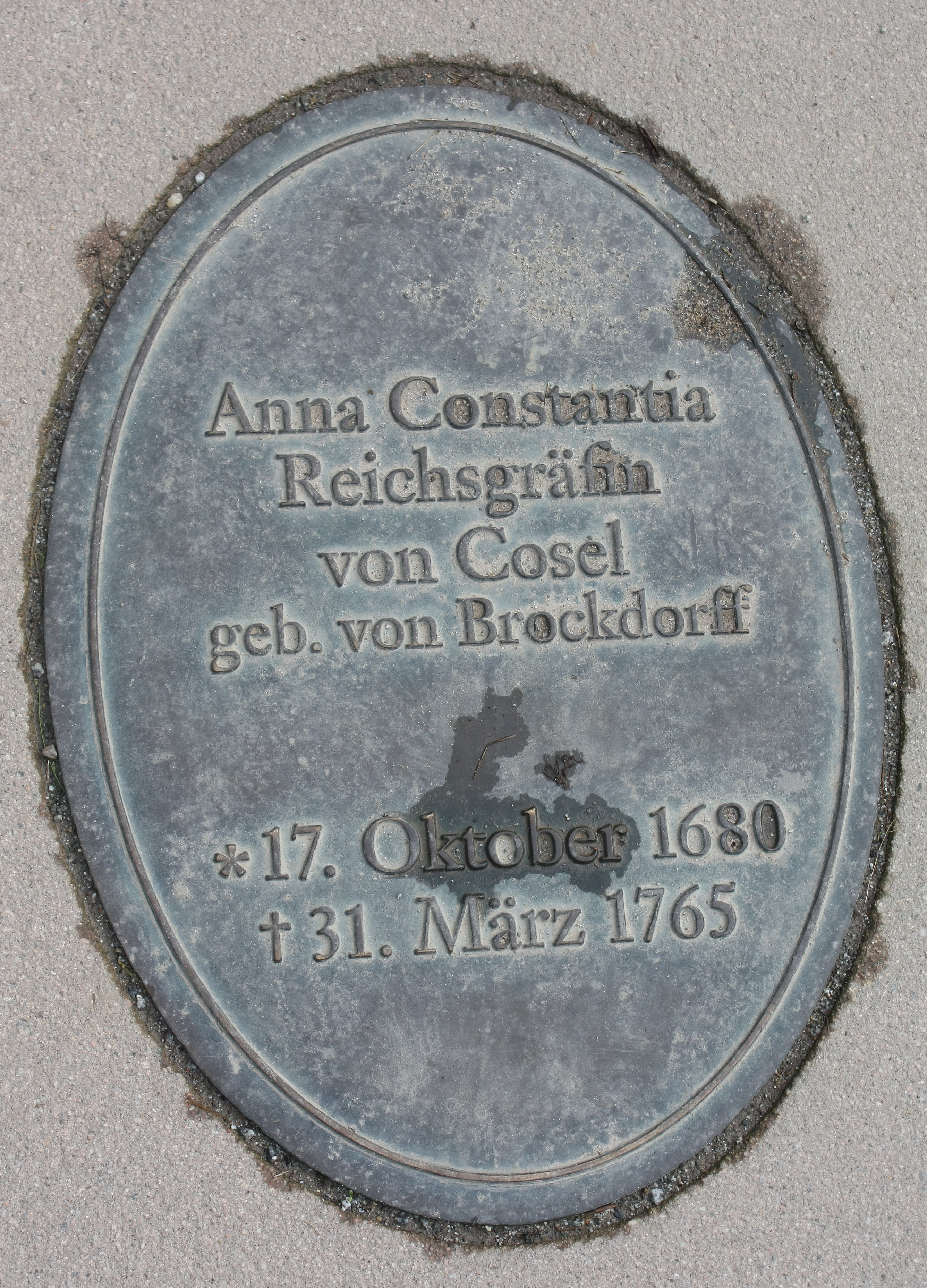
Grabinschrift auf Burg Stolpen

Im 18. Jahrhundert diente die Burg Stolpen als Gefängnis für die Gräfin Constantia von Cosel, eine Mätresse Augusts des Starken. Nachdem sie Weihnachten 1716 nach Stolpen gebracht wurde, verbrachte sie den Rest ihres Lebens auf der Burg. Da sie Kenntnis von Staatsgeheimnissen hatte, waren die Haftbedingungen am Anfang der Inhaftierung streng. Im Laufe der Zeit lockerten sich diese und die Gräfin konnte sich frei auf dem Burggelände bewegen. Zunächst lebte sie in den herrschaftlichen Räumen des Zeughauses, da sich dieses aber aufgrund mangelnder Instandhaltung nach einem Brand im Jahre 1743 nicht mehr als Wohnquartier eignete, musste sie für die letzten zwei Jahrzehnte ihrer Haft in den als Wohnturm umgebauten Johannisturm umziehen, der im Volksmund daher den Namen Coselturm erhielt. Als die Gräfin am 31. März 1765 im 85. Lebensjahr starb, wurde sie in der Stolpener Burgkapelle bestattet.